# عکس‌برداری هوایی

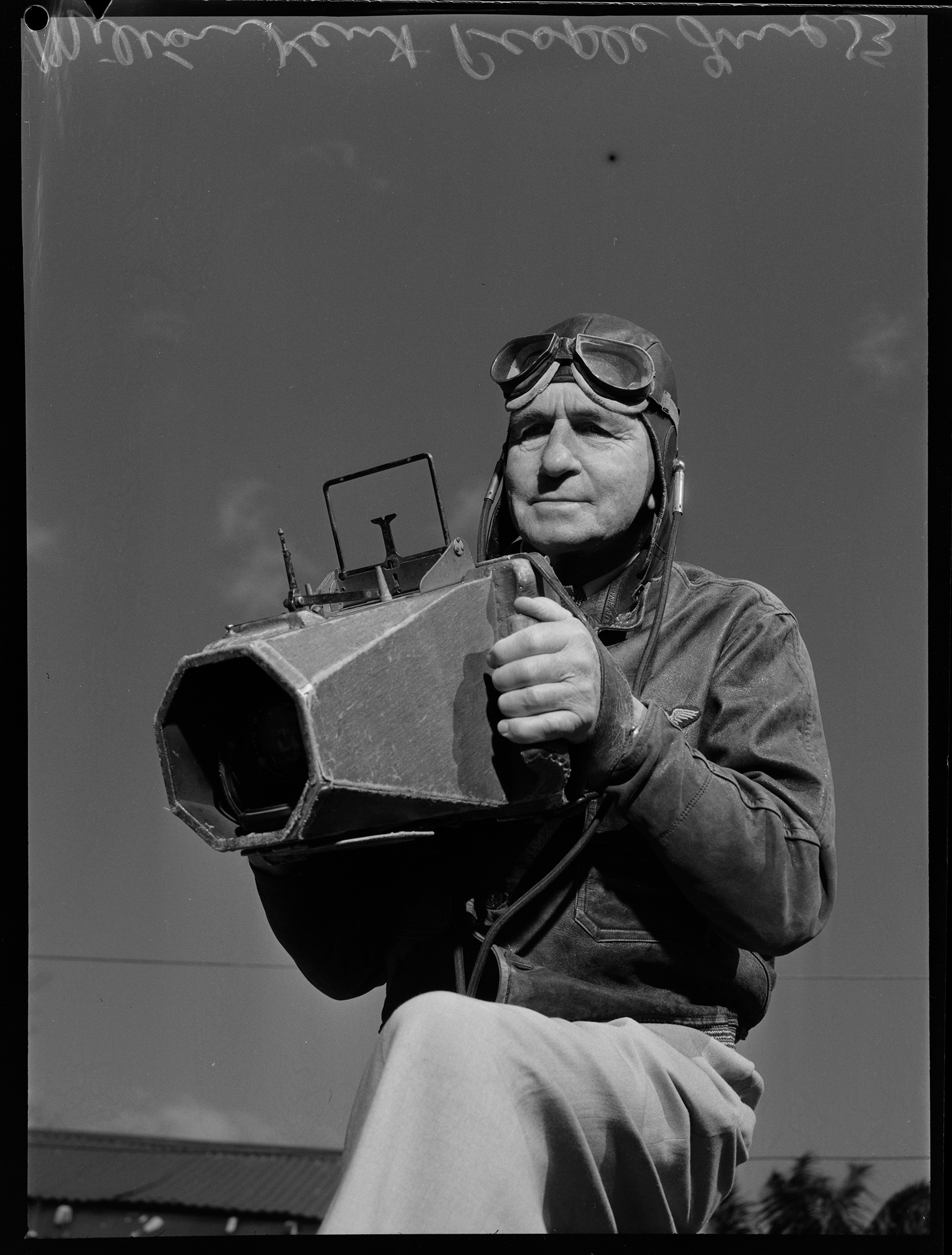
میلتون کنت با دوربین هوایی خود، ژوئن ۱۹۵۳، استودیو میلتون کنت، سیدنی

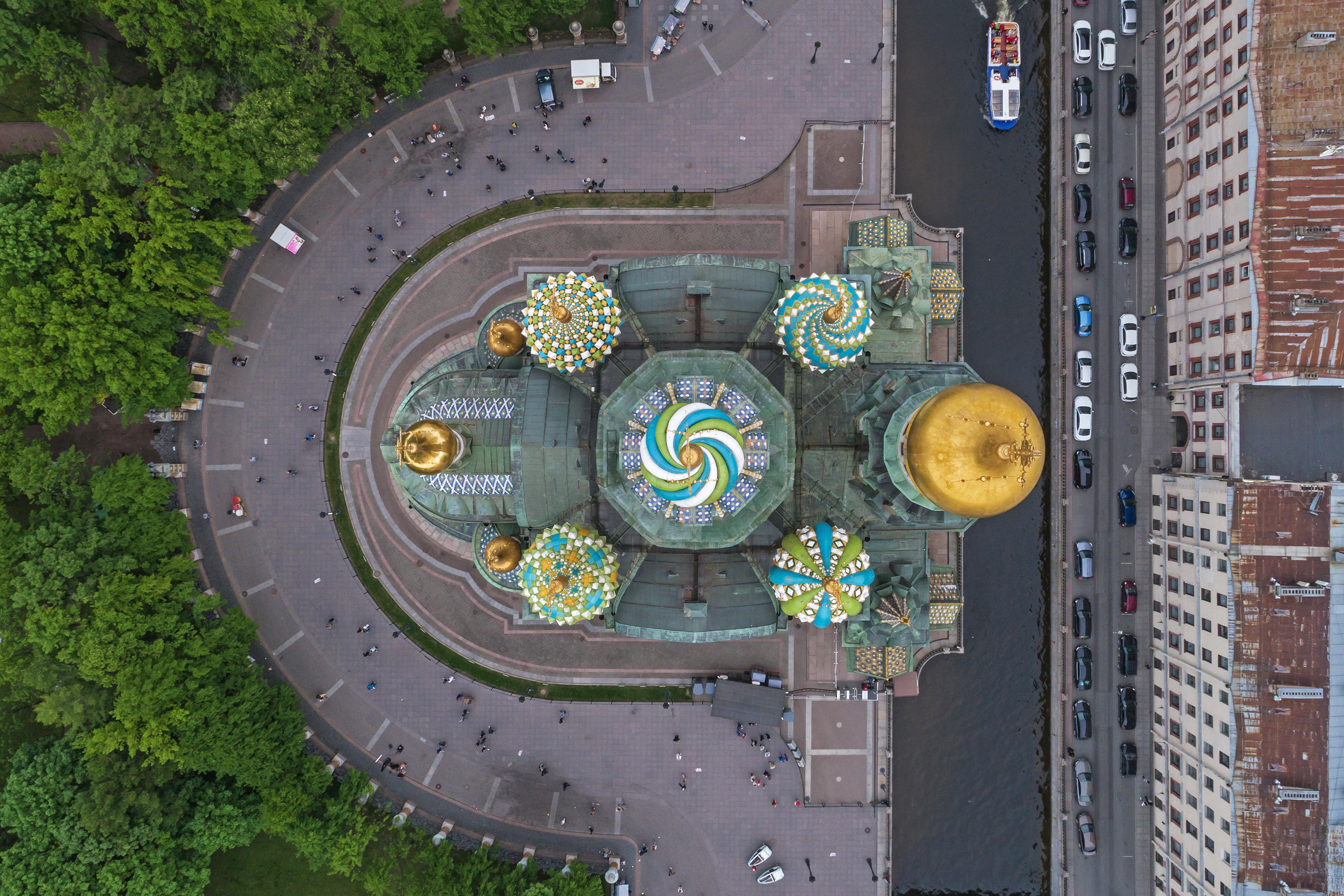
نگاره‌ای هوایی از فراز کلیسای ناجی در خون در شهر سن پترزبورگ، روسیه.

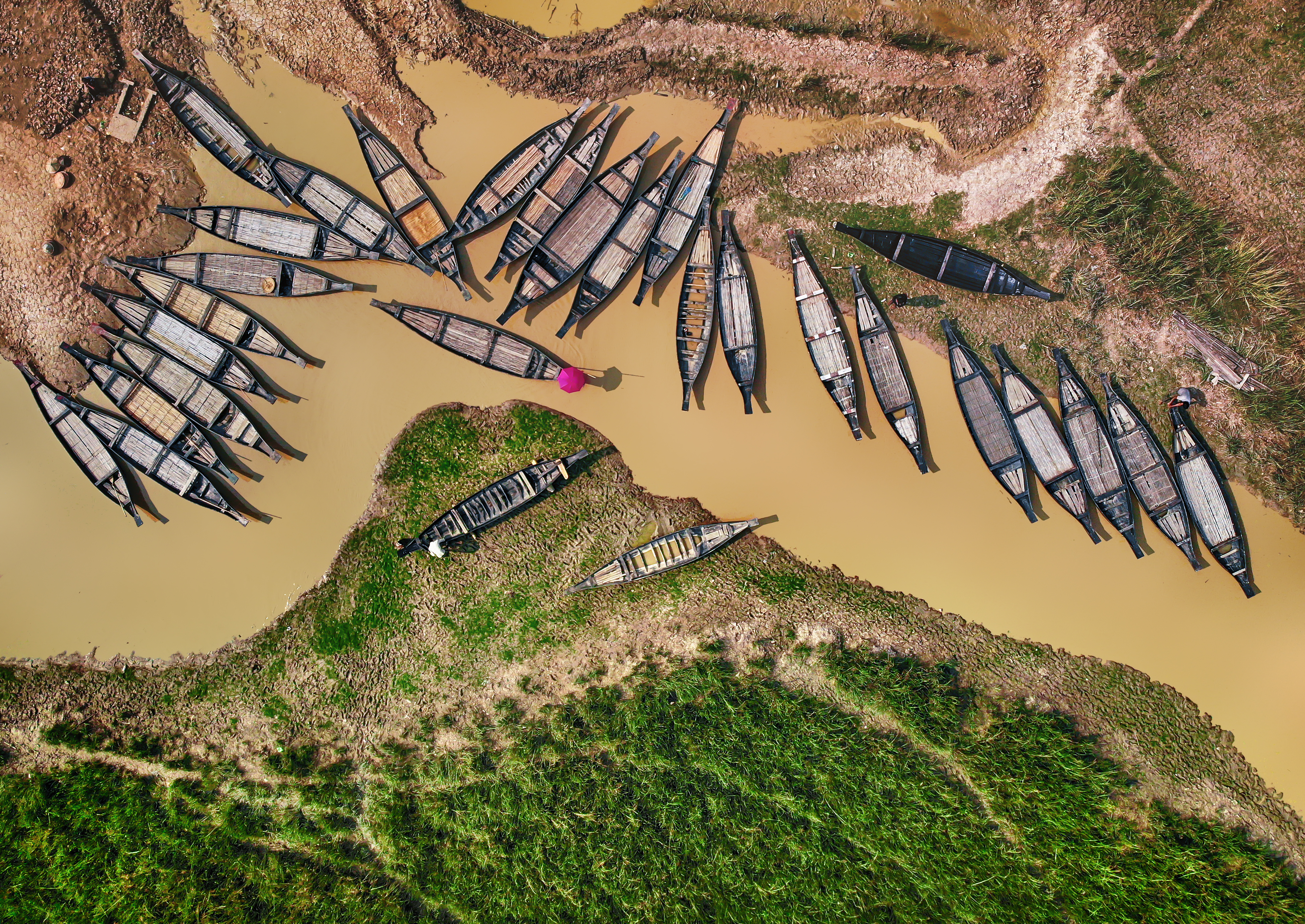
نگاره‌ای هوایی از قایق‌های چوبی در امتداد سواحل آب‌راه‌های آبِ شیرین در رودخانه گوآین در بنگلادش. نگاره با استفاده از پهپاد گرفته شده‌است.

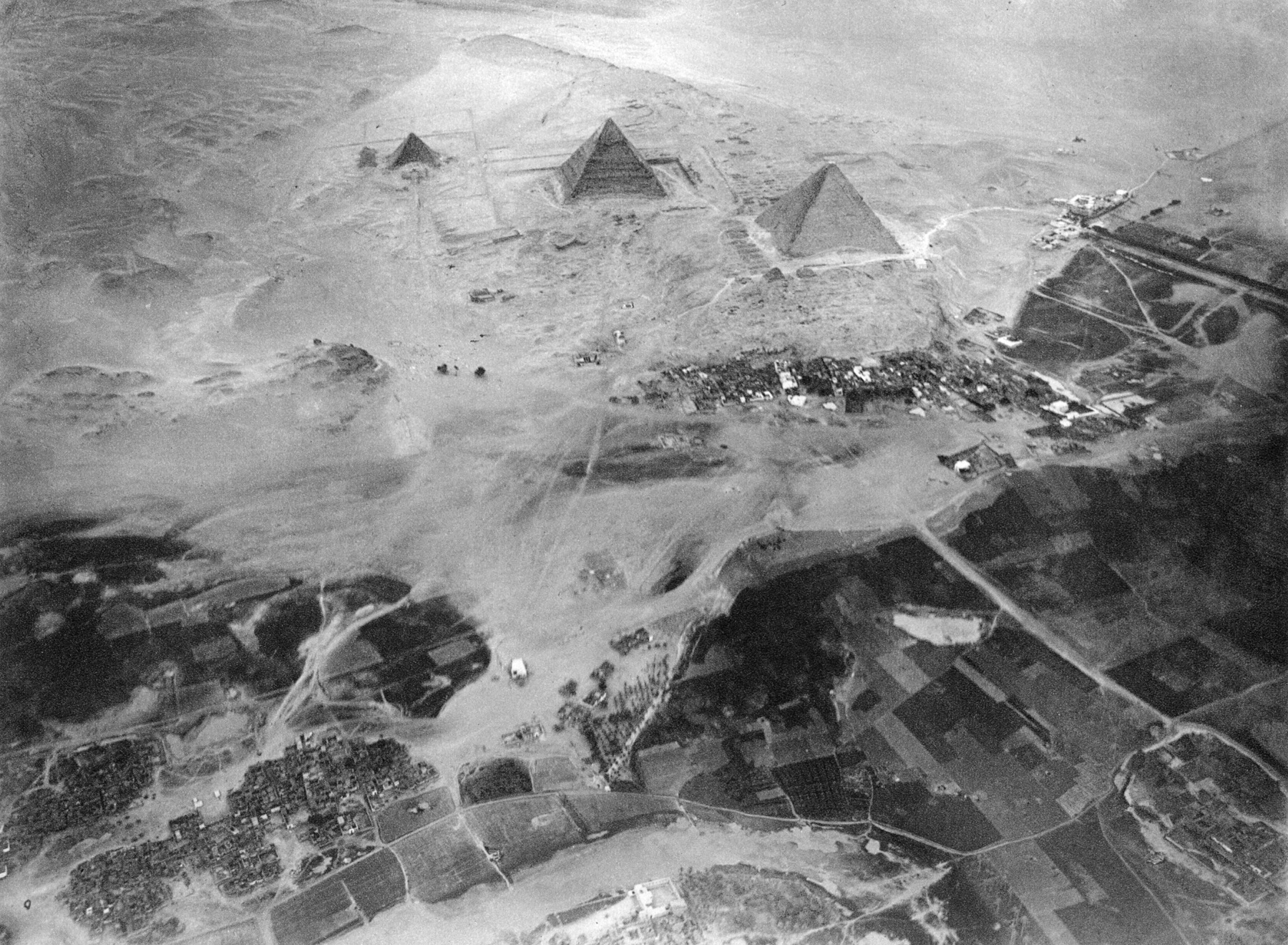
مجموعه اهرام جیزه، عکس از داخل بالون توسط ادوارد اسپلترینی در ۲۱ نوامبر ۱۹۰۴ گرفته شده‌است.

عکس‌برداری هوایی (به انگلیسی: Aerial photography) به تکنیک ثبت عکس از سطح زمین از نقاط مرتفع یا هوا گفته می‌شود. این اصطلاح اغلب در مورد عکس‌هایی به‌کار می‌رود که از هوا برداشت شده‌است. عکس هوایی عبارت است از یک تصویر واقعی از عوارض و خصوصیات ظاهری سطح زمین که توسط هواپیما یا کوادکوپتر و با استفاده از یک دوربین عکس‌برداری هوایی گرفته شده‌است. استفاده از عکس‌های هوایی به منظور بررسی‌ها و مطالعات زمین‌شناسی، جاده‌سازی، شهرسازی، کشاورزی، مدیریت منابع طبیعی، حفاظت از محیط زیست و برای تأمین اهداف نظامی و امنیتی رایج است. البته جنبه‌های تفریحی و عکاسی شخصی نیز دارد. در گذشته در بسیاری از کشورها از عکس‌های هوایی به‌جای نقشهٔ اصلی در صحرا استفاده می‌کردند.

## تاریخچه
فلیکس نادار، عکاس برجستهٔ فرانسوی، به‌وسیلهٔ بالون بسیار بزرگی به‌نام «غول»، نخستین عکس هوایی جهان را از فراز پاریس گرفت.

## دوربین‌های عکس‌برداری هوایی

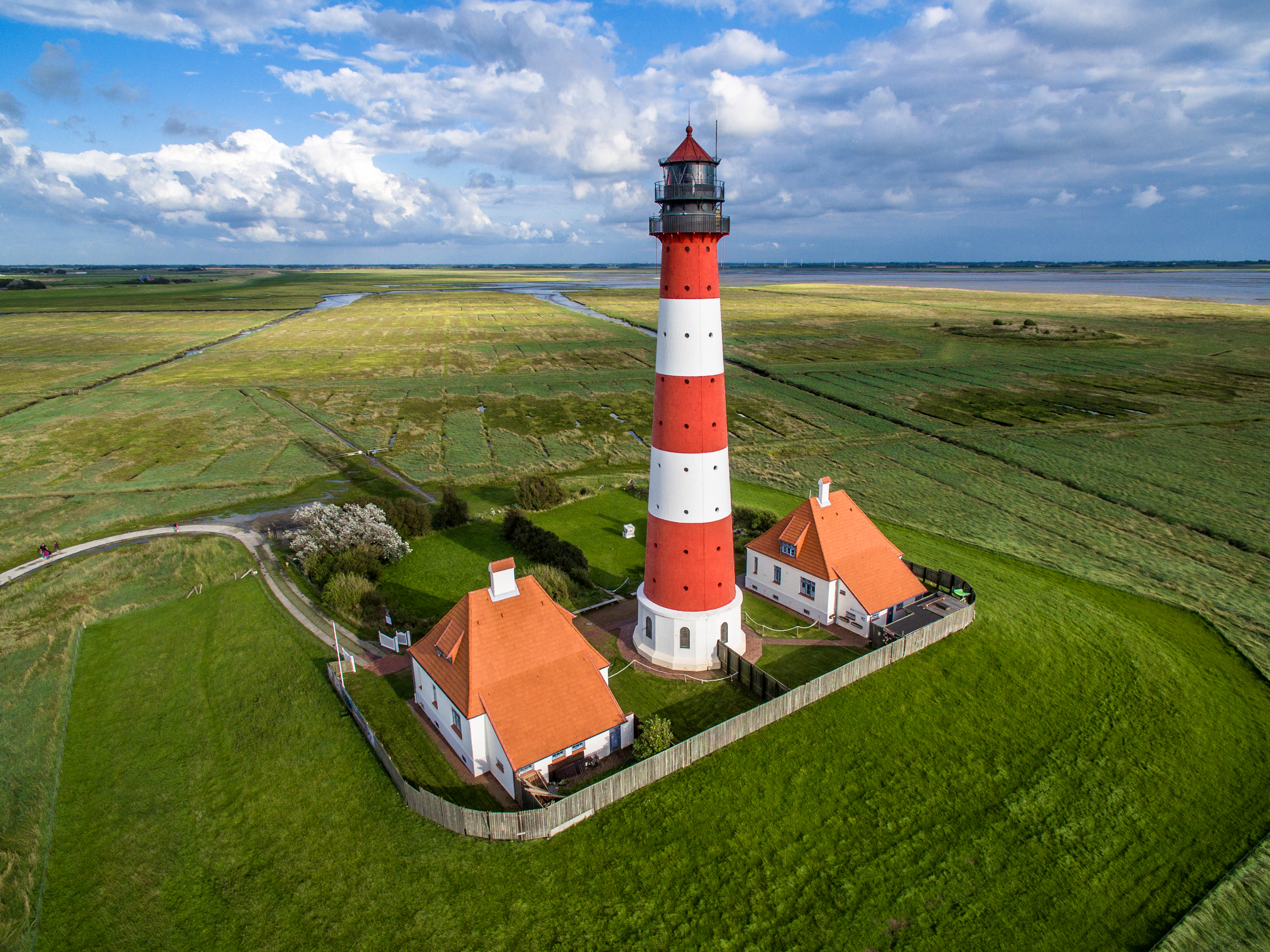
عکس هوایی فانوس دریایی وسترهورسند آلمان با استفاده از پهپاد

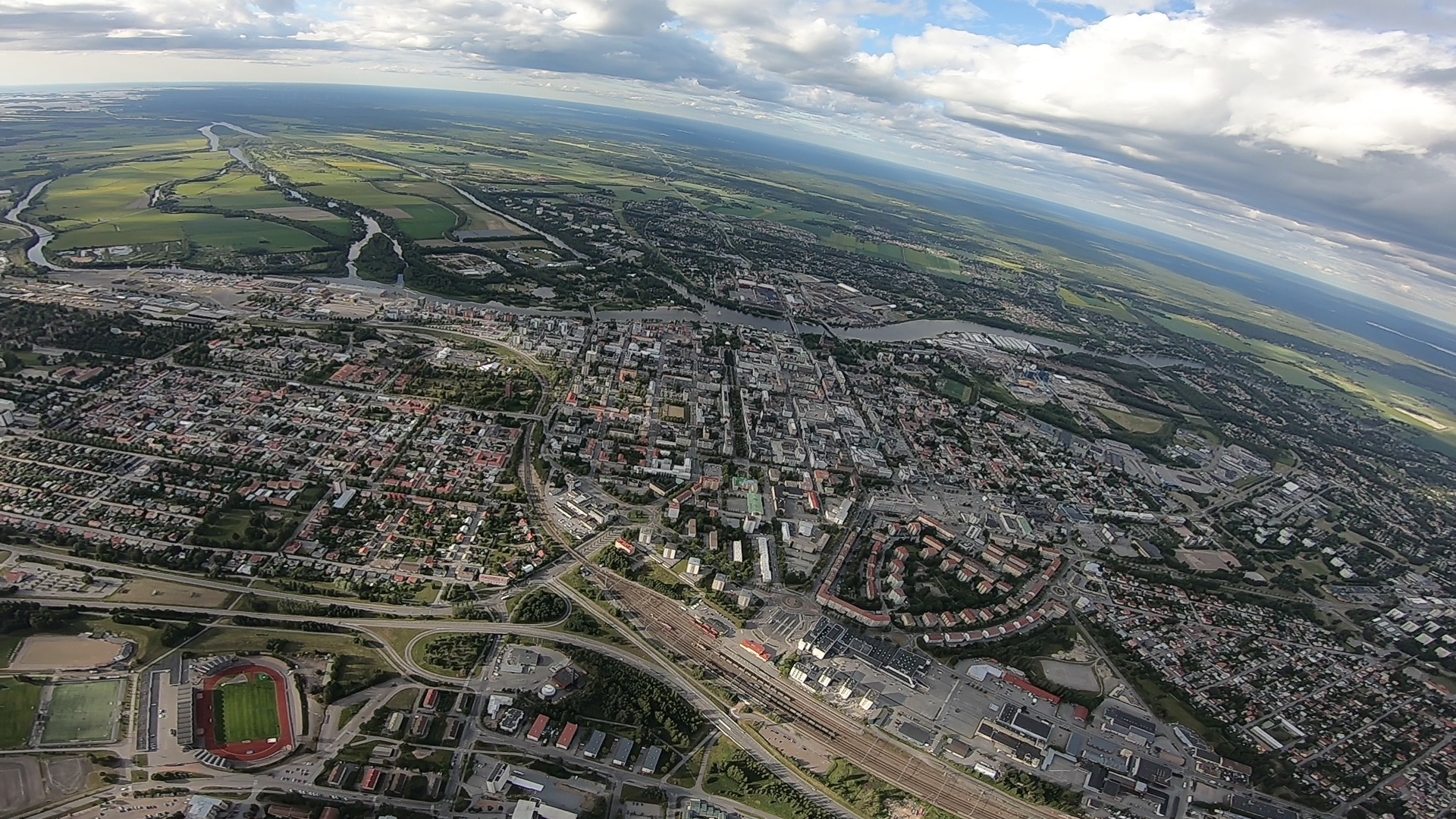
نمایی هوایی از شهر پری فنلاند

دوربین‌های عکس‌برداری هوایی تجهیزاتی هستند که برای تهیهٔ عکس‌های هوایی مورد استفاده قرار می‌گیرند. این دوربین‌ها معمولاً از ابعاد بزرگ برخوردار هستند. دوربین‌های عکس‌برداری هوایی دارای فاصلهٔ کانونی ثابت هستند و عدسی به‌کار رفته در آن‌ها از نوع متریک است. عدسی متریک به عدسی گفته می‌شود که اعوجاج آن ثابت بوده و از ۲۰ میکرون کمتر باشد.
این دوربین‌ها معمولاً بر روی کف هواپیما نصب می‌گردند و امکان تراز نمودن آن‌ها وجود دارد. دوربین‌های هوایی مورد استفاده در عکس‌برداری هوایی تاکنون عمدتاً از نوع دوربین‌های آنالوگ بودند. (دوربین‌هایی که از فیلم استفاده می‌کنند). امروزه دوربین‌های عکس‌برداری هوایی دیجیتال نیز به بازار ارائه شده و به مرور در پروژه‌های عکس‌برداری مورد استفاده قرار می‌گیرند.

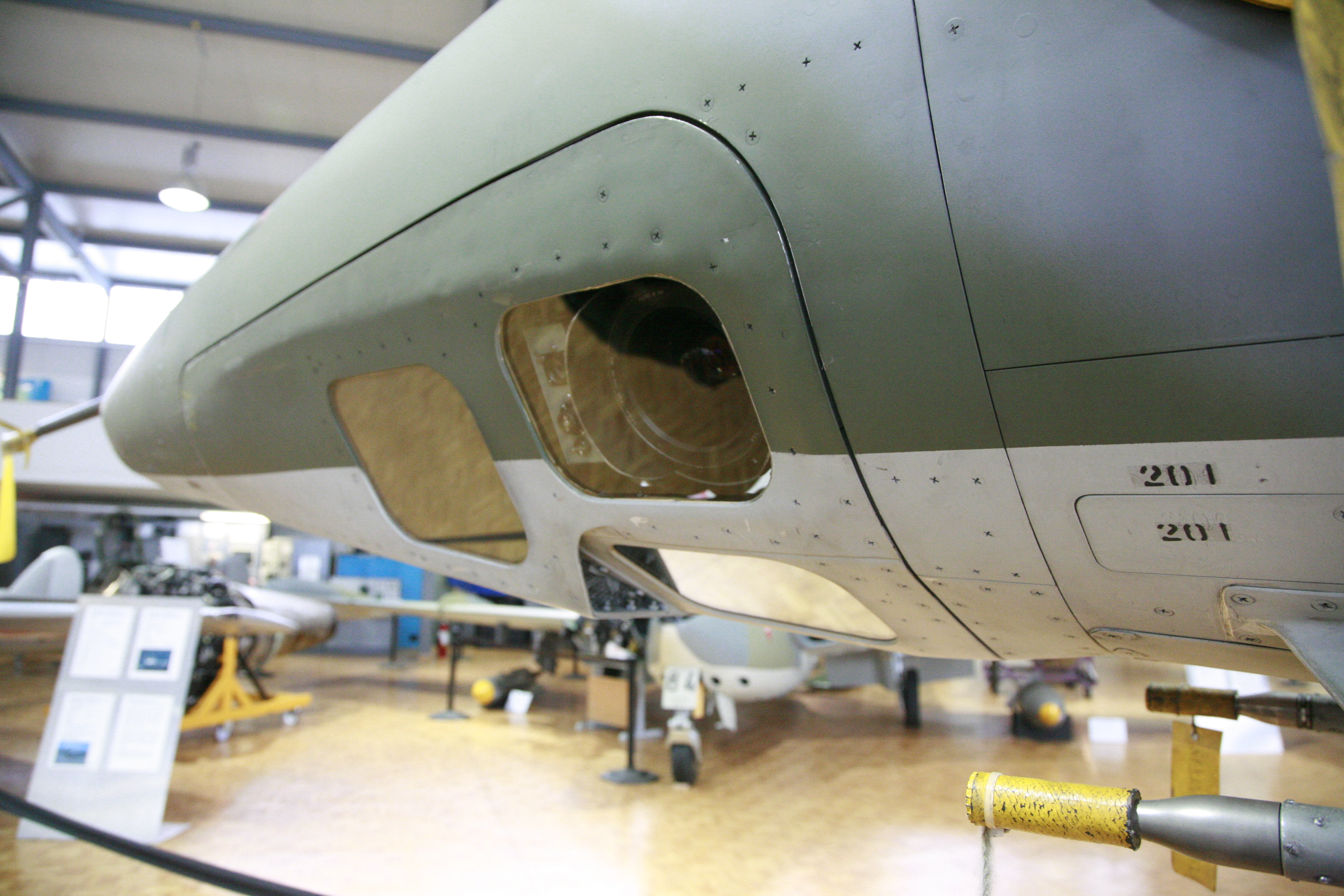
جایگاه‌های دوربین در یک هواپیمای شناسایی میراژ۳ آر

### دوربین‌های آنالوگ

تصویری از قله دماوند از بالا

دوربین‌های عکس‌برداری هوایی آنالوگ معمولاً دارای ابعاد ۲۳ * ۲۳ سانتی‌متر هستند. دوربین‌های عکس‌برداری هوایی دارای پنج قسمت اصلی زیر هستند:
- پایهٔ اتصال به بدنه: این پایه ضمن جلوگیری از انتقال لرزش هواپیما به دوربین، امکان تراز کردن دوربین را نیز فراهم می‌آورد.
- بدنه و عدسی: عدسی مهم‌ترین بخش یک دوربین عکس‌برداری هوایی است.
- سیستم کنترل: این سیستم امکان عکس‌برداری متوالی و تنظیم نوردهی فیلم را فراهم می‌آورد.
- مخزن فیلم: مخزن فیلم قابل جدا کردن از دوربین است. با سیستم تخلیهٔ هوا فیلم در لحظهٔ عکس‌برداری به‌صورت کاملاً تخت قرار می‌گیرد.
- چشمی ناوبری: با استفاده از این چشمی، عکاس امکان تنظیم پوشش طولی و حذف زاویهٔ دریفت را دارد.

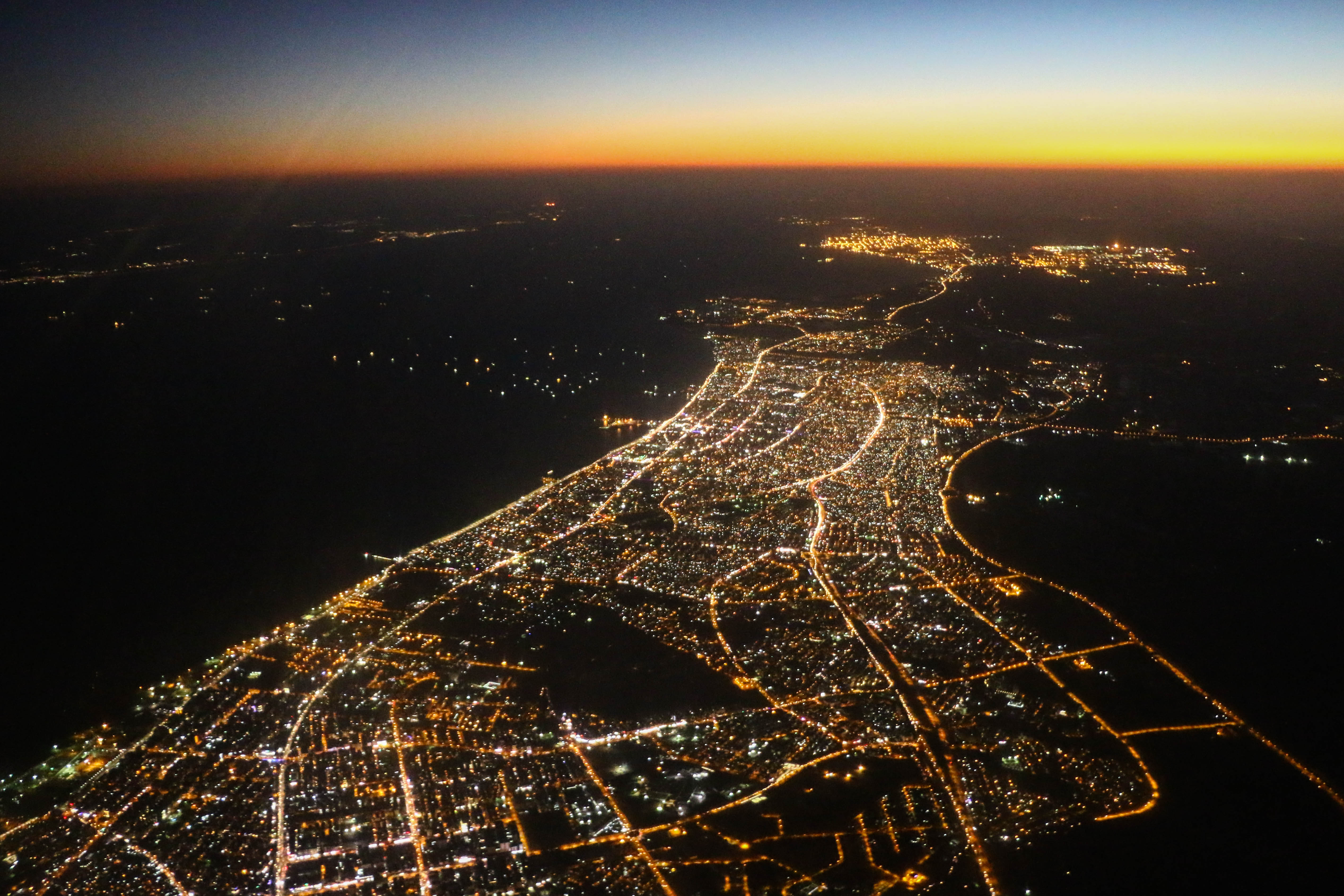
نمای هوایی شهر بندرعباس در شب - اسفند ۱۳۹۷

از انواع دوربین‌های عکس‌برداری هوایی آنالوگ می‌توان به دوربین Leica RC30/ASCOT اشاره کرد.

### دوربین‌های دیجیتال
دوربین‌های عکس‌برداری هوایی دیجیتال با ابعاد بزرگ یا متوسط برای اولین بار در سال ۲۰۰۲ در نمایشگاه ISPRS شهر آمستردام به‌صورت تجاری به بازار عرضه گردیدند. این دوربین‌ها از نظر نوع CCD مورد استفاده به دو نوع دوربین با آرایه خطی و آرایه سطحی تقسیم‌بندی می‌گردند.
دوربین‌هایی که از آرایه خطی استفاده می‌نمایند بسیار مشابه سیستم‌های تصویربرداری ماهواره‌ها هستند. در این دوربین‌ها بهره‌گیری از گیرندهٔ تعیین موقعیت ماهواره‌ای جی‌پی‌اس و تجهیزات تعیین وضعیت IMU ضروری است. از دوربین‌های عکس‌برداری هوایی دیجیتال می‌توان به دوربین‌های Leica ADS ۸۰ و DiMac اشاره کرد.
دوربین‌هایی که از آرایه‌های سطحی استفاده می‌کنند کم و بیش تصاویری با هندسه مشابه دوربین‌های آنالوگ تولید می‌کنند. بهره‌گیری از تجهیزات تعیین موقعیت ماهواره‌ای و تعیین وضعیت اگرچه مزایایی به همراه دارد اما در این دوربین‌ها به‌عنوان یک ضرورت مطرح نیست. از انواع این دوربین‌ها می‌توان به دوربین‌های Vexel Ultracam و DMC اشاره نمود.

## عکس‌برداری هوایی در ایران

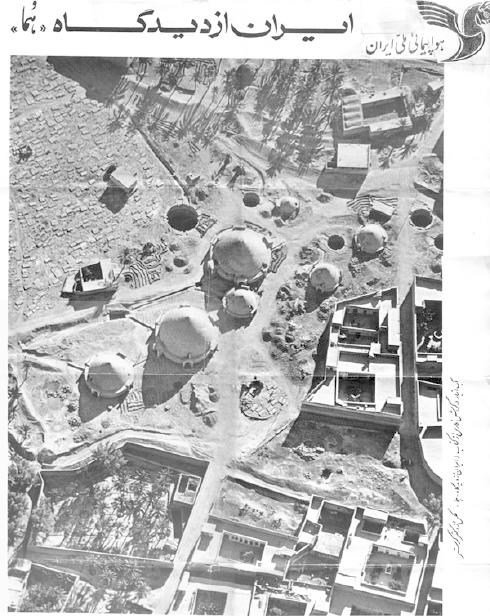
یک عکس هوایی از اثر تاریخی هفت‌برکه گراش - دههٔ ۱۳۳۰ خورشیدی

در ایران در سال ۱۳۳۱ از حوزه زاینده‌رود اصفهان عکس‌های هوایی برداشته شد و عکس‌برداری توسط شرکت K.L.M به منظور انجام امور عمرانی آن حوزه انجام گرفت. در سال ۱۳۳۴ به منظور تهیهٔ نقشهٔ صحیح از کلیهٔ استان‌های ایران عکس‌برداری هوایی شروع گردید. از سال ۱۳۳۲ با آغاز فعالیت سازمان نقشه‌برداری کشور به‌صورت پیوسته از مناطق مختلف ایران عکس‌برداری هوایی انجام گرفته‌است.
در حال حاضر آرشیوی مشتمل بر ۸٬۰۰۰ حلقه فیلم هوایی بالغ بر دو میلیون قطعه عکس هوایی از مناطق مختلف کشور تهیه گردیده که به‌صورت مرتب در زمینه‌های مختلف از جمله فعالیت‌های تحقیقاتی و ارجاع به مراجع قضائی مورد استفاده قرار می‌گیرند. به‌طور کلی از تمامی مناطق کشور عکس‌های هوایی در مقیاس‌های پنجاه و پنج هزارم مربوط به دههٔ ۱۳۳۰ خورشیدی، بیست هزارم مربوط به دههٔ ۱۳۴۰ و چهل هزارم مربوط به دههٔ ۱۳۷۰ و همچنین عکس‌های هوایی ده‌هزارم یا پنج هزارم از بیشتر شهرهای ایران موجود است.

## روش عکس‌برداری هوایی
عکس‌برداری هوایی، به‌وسیلهٔ یک دوربین عکس‌برداری هوایی که به طرف زمین در هواپیما نصب می‌شود، صورت می‌گیرد. نوع دوربین، مسیر خطوط پرواز و ارتفاع پرواز طوری طراحی و برنامه‌ریزی می‌گردند که عکس مورد نظر به‌دست آید. سپس دوربین به‌طور اتوماتیک در فواصل معین عکس‌برداری می‌کند. در حاشیهٔ عکس، شمارهٔ عکس و شمارهٔ حلقهٔ فیلم و فاصلهٔ کانونی عدسی دوربین، ارتفاع پرواز و مقیاس تقریبی عکس و تاریخ عکس‌برداری و زاویهٔ محور نوری دوربین با خط قائم بر زمین چاپ می‌گردد.

## اصول برجسته‌بینی در عکس هوایی
یک از تفاوت‌های اصلی عکس‌های هوایی که به منظور تفسیر و تهیهٔ نقشه برداشته می‌شود با عکس‌های معمولی، امکان برجسته‌بینی یعنی تشخیص بٔعد سوم (اختلاف ارتفاع) از روی آن‌ها و با کمک وسایل برجسته‌بینی است. معمولاً عکس‌های هوایی به‌طور متوسط دارای ۶۰ درصد پوشش مشترک پشت سر هم و عکس‌های هر نوار (مسیر پرواز هواپیما) که با نوار مجاور دارای پوشش مشترک جانبی ۳۰ درصد است که پوشش مشترک اولی امکان برجسته‌بینی را به یک جفت عکس پشت سر هم می‌دهد.

### مکانیسم برجسته‌بینی (درک عمق و فاصله) در انسان

معیار درک عمق

هر چشم یک تصویر با یک زاویه را جداگانه مشاهده و هر دو در مغز انسان تشکیل یک تصویر کامل را داده که به این ترتیب ممکن است به کیفیت اجسام، فاصله، عمق و اندازهٔ آن‌ها پی برد و محاسبات لازم را انجام داد. در دید معمولی فاصلهٔ اجسام بستگی به زاویه‌ای دارد که هر دو چشم با نقطهٔ مورد نظر تشکیل می‌دهند. با توجه به شکل روبرو زوایای A و B نسبت مستقیم به فاصلهٔ بین اجسام ۱ و ۲ دارد. این زوایا در روی شبکیه به‌صورت کمان‌های a و b اندازه‌گیری می‌شوند. حداقل گمانی که هر فرد می‌تواند مشاهده کند آن را معیار درک عمق می‌دانند. برای درک بهتر دید با یک چشم یا دو چشم آزمایش‌های سادهٔ پایین را تجربه کنید.
- آزمایش اول: یک سکه را بر روی میز قرار دهید و با یک چشم و از سطحی معادل سطح میز به آن نگاه کنیم و سعی نماییم که انگشت خود را از بالا روی آن بگذاریم. در خیلی از موارد اشتباه خواهد شد و انگشت، ممکن است کم و بیش در حوالی سکه جای بگیرید.
- آزمایش دوم: دو انگشت اشاره خود را در جلو (۲۵ سانتی‌متر) چشم قرار داده و به تدریج آن‌ها را به هم نزدیک کنید درحالی‌که سعی می‌شود با چشم راست به انگشت اشارهٔ دست راست و با چشم چپ به انگشت اشارهٔ دست چپ نگاه کنیم به تدریج که انگشتان به هم نزدیک می‌شوند و قبل از این‌که عملاً به هم برسند این احساس حاصل می‌شود که انگشتان بر روی یکدیگر قرار گرفته‌اند درحالی‌که عملاً در این مرحله هنوز چند سانتی‌متر فاصله بین این دو وجود دارد.

عمل انطباق در چشم منحصراً فیزیولوژیکی و تجسمی است در واقع دو عکس مسطح و مختلف از جسمی که بر روی شبکیهٔ هر یک از چشم‌ها منعکس شده تبدیل به یک عکس برجستهٔ خیالی می‌گردد. این عمل در دستگاه عصبی (مغز) نیز انجام می‌شود.

### اصول برجسته‌بینی
برای این‌که بتوان دو تصویر تهیه نمود که قابلیت برجسته‌بینی داشته باشند، باید چهار شرط اصلی زیر در مورد آن‌ها صدق کند:
الف) هر دو تصویر مورد برجسته‌بینی، یک منطقه را بپوشاند.
ب) مقیاس هر دو تصویر تقریباً با هم مساوی باشند.
ج) محورهای دوربین عکس‌برداری در هر دو تصویر در یک صفحه قرار گیرند.
د) فاصلهٔ بین دو ایستگاه عکس‌برداری، با مقایسه با فاصلهٔ دوربین تا تصویر، متناسب باشد.
دید کاذب (Pseudoscopic view) حالتی است که انسان در موقع مشاهدهٔ دو تصویر، کلیهٔ عوارض برجسته را فرورفته و برعکس، فرورفتگی‌ها را برجسته می‌بیند. علت این پدیده عبارت‌است از:
الف) چنان‌چه جای تصویر سمت راست و چپ با هم عوض شده باشند.
ب) اگر مسیر تابش نور در موقع دید با جهت نور هنگام عکاسی مطابقت نداشته باشد یا به عبارت دیگر، سایه‌ها مخالف جهت تفسیرکننده قرار گیرند.

### سیستم‌های برجسته‌بینی
۱- آناگلیف (Anagliph):
در این سیستم، دو عکس از یک منظره با دو رنگ مکمل که معمولاً قرمز و آبی هستند، بر روی هم چاپ یا روی صفحه‌ای تصویر می‌شوند. سپس با نگرش از درون دو فیلتر به همان رنگ‌ها که ممکن است مانند عینک به چشم بزنند، دو تصویر از هم جدا شده و با هر چشم یک تصویر مستقل به مغز منتقل و از آن‌جا، با توجه به اصول برجسته‌بینی، تصویر سه‌بعدی مشاهده می‌شود. از مشکلات این روش، پایین بودن کیفیت و روشنی تصویر است.
۲- وکتوگراف (Vectograph):
در این سیستم، از نور پلاریزه استفاده می‌شود. این روش نیز مشابه روش فوق است با این تفاوت که تفکیک دو تصویر به‌وسیلهٔ عمل پلاریزاسیون انجام می‌شود. یکی از تصاویر با ۴۵ درجه زاویه نسبت به افق پلاریزه می‌شود و فقط می‌تواند با عدسی مشاهده گردد که دارای نور پلاریزهٔ ۴۵ درجه‌ای ولی برعکس باشد و دیگری دارای زاویهٔ ۹۰ درجه نسبت به اولی است که می‌تواند از درون عدسی برعکس عدسی اول دیده شود؛ بنابراین با ایجاد دو تصویر جداگانه از یک صحنه و استفاده از این روش در مرکز بینایی، باعث عمق سه‌بعدی می‌گردد. این سیستم در مسائل مربوط به تهیهٔ نقشهٔ جایی نداشته و فقط آسانی مشاهدهٔ آن به‌وسیلهٔ هر فردی، از مزایای این روش است.
۳- تری‌ویژن (Trivision):

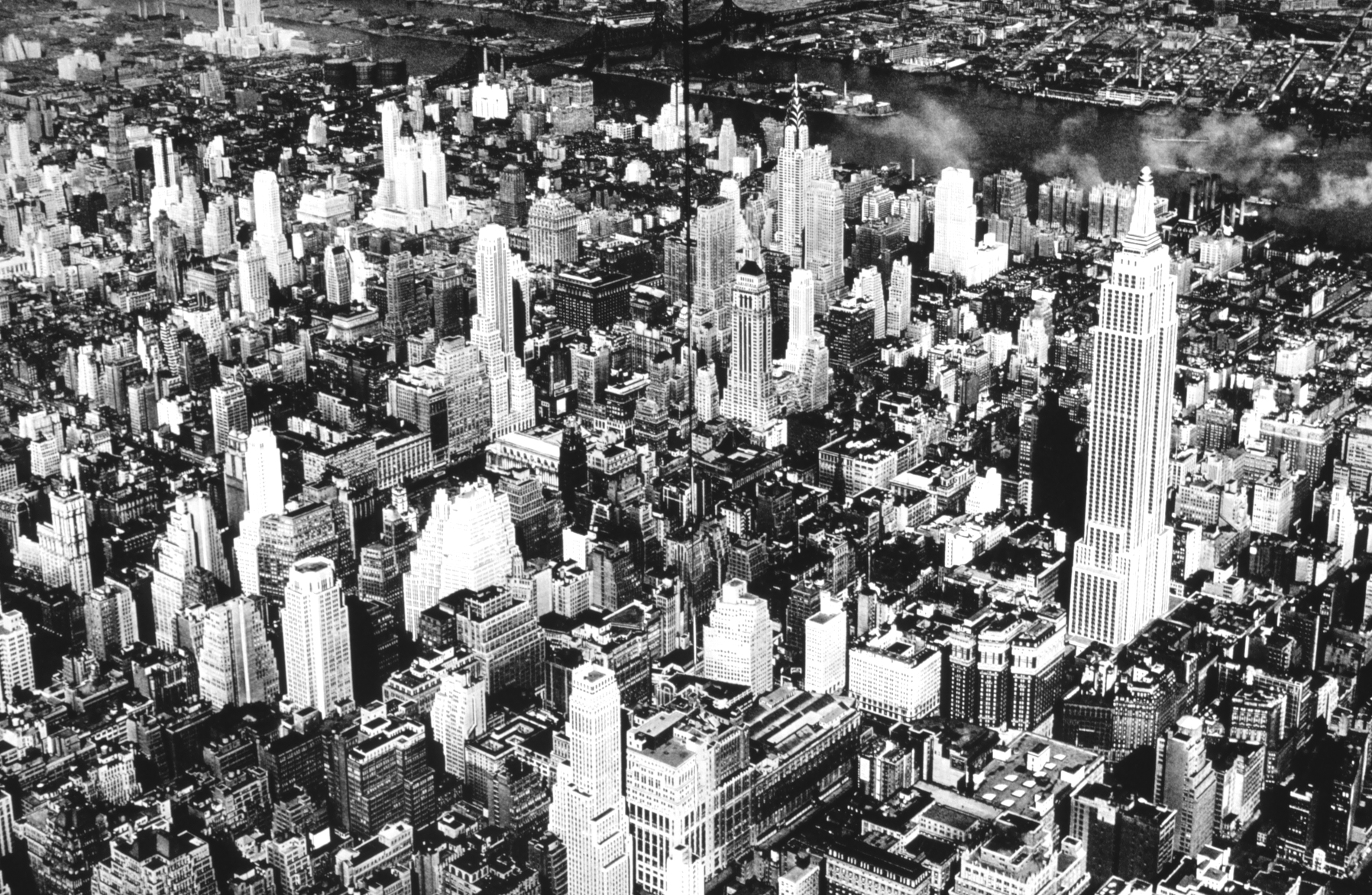
عکس هوایی شهر نیویورک ۱۹۳۲

این عکس‌ها بدون کمک هر وسیله‌ای می‌توانند به‌صورت برجسته دیده شوند. جدایی تصویر به‌صورت مکانیکی و استفاده از کاغذهای مخصوص که روی آن‌ها را سطح نازک و موج‌داری پوشانیده، انجام می‌گردد. این تصاویر را معمولاً از فواصل کم و با دوربین‌هایی با زاویهٔ خیلی باز و فیلم مخصوص می‌گیرند. این سیستم در تهیهٔ نقشه مصرفی ندارد و فقط به لحاظ تبلیغاتی یا تهیهٔ مناظر زیبا برای دکور به‌کار می‌رود.
۴- سیستم هولوگرافی (Holographic System):
در این نوع بازسازی مدل‌های برجسته یا سه‌بعدی، از پرتو لیزر استفاده می‌گردد و مشاهدهٔ تصویر سه‌بعدی نیز به سادگی انجام می‌شود.

## اطلاعات حاشیه‌ای عکس‌های هوایی
- شمارهٔ عکس: همراه با شمارهٔ پشت سرهم در پاره‌ای از موارد شمارهٔ نوار یا شمارهٔ بلوک مورد عکس‌برداری ذکر می‌گردد. این شماره‌ها برای تنظیم و استفاده از عکس‌های هوابی ضرورت بسیاری دارد.
- فاصلهٔ کانونی: معمولاً بر حسب میلی‌متر تا صدم آن در حاشیهٔ عکس هوایی نوشته یا چاپ می‌شود؛ که برای محاسبهٔ مقیاس عکس ضروری است.
- علائم کناری عکس (Fiducial Marks): این علائم معمولاً به‌صورت ضربدر در گوشهٔ عکس‌های هوایی یا شکاف مثلثی‌شکل در وسط اضلاع ممکن، مشخص می‌گردد.
- فرازیاب: فرازیاب که ارتفاع پرواز هواپیما را نسبت به سطح مبدأ که عموماً از سطح دریای آزاد است نشان می‌دهد.
- ساعت: به لحاظ اطلاع از زمان دقیق عکس‌برداری، همچنین تجزیه و تحلیل سایه اهمیت دارد.
- تراز: برای نشان دادن میزان تقریبی انحراف دوربین در حین پرواز و عکس‌برداری
- شمارهٔ دوربین: در بررسی‌های دقیق‌تر عکس‌های هوایی مورد استفاده است.

## مقیاس عکس‌هوایی
مقیاس عکس هوایی، عبارت است از نسبت یک فاصلهٔ معین بر روی یک عکس هوایی (عکس هوایی تقریباً قائم) به همان فاصله بر روی سطح زمین. مقیاس را معمولاً به‌صورت یک کسر (۱/۵۰۰۰۰) یا به‌صورت یک تقسیم (۱:۵۰۰۰۰) می‌نویسند.
مقیاس ۱:۵۰٬۰۰۰ یعنی یک سانتی‌متر بر روی عکس یا نقشه معادل ۵۰٬۰۰۰ سانتی‌متر یا ۵۰۰ متر بر روی زمین است. در یک عکس هوایی که از مناطق غیرمسطح گرفته شده، مقیاس در نقاط مرتفع‌تر بزرگ‌تر و در نقاط پایین‌تر کوچک‌تر است. علت آن است که نقاط مرتفع به دوربین نزدیک‌تر از نقاط پایین‌تر هستند. در حالی‌که مقیاس یک نقشه در سرتاسر نقشه یکسان است.

رابطهٔ ریاضی (الف) برای محاسبهٔ مقیاس متوسط عکس هوایی

### محاسبه مقیاس متوسط عکس هوایی
الف) استفاده از رابطهٔ روبه‌رو
- در این فرمول f عبارت است از فاصلهٔ کانونی دوربین عکس‌برداری
- (H - h) عبارت است از ارتفاع متوسط پرواز هواپیما تا سطح عکس‌برداری شده

ب) اندازه‌گیری یک فاصله بر روی سطح زمین و اندازه‌گیری همان فاصله بر روی عکس هوایی
ج) کمک گرفتن از یک نقشهٔ توپوگرافی

## تفاوت تصاویر ماهواره‌ای با عکس‌های هوایی
مهم‌ترین تفاوت بین یک تصویر ماهواره‌ای با یک عکس هوایی در وسعت منطقهٔ زیر پوشش است؛ مثلاً یک کوادرانت عکس ماهواره‌ای، گاهی وسعتی در حدود ۷۰۰ تا ۸۰۰ عکس هوایی در مقیاس ۱:۲۰٬۰۰۰ را در بر می‌گیرد. به عبارت دیگر برای داشتن دید کلان نسبت به یک منطقه بهتر است از تصاویر ماهواره‌ای استفاده کرد. زمان تفسیر یک تصویر ماهواره‌ای خیلی کمتر از یک عکس هوایی است. از دیگر مزایای تصاویر ماهواره‌ای می‌توان به قیمت ارزان‌تر آن‌ها در مقایسه با عکس‌های هوایی اشاره کرد.
از دیگر تفاوت‌های تصاویر ماهواره‌ای با عکس‌های هوایی می‌توان به تکرارپذیری تصاویر ماهواره‌ای، چند طیفی بودن تصاویر ماهواره‌ای و قدرت تفکیک طیفی بهتر تصاویر ماهواره‌ای اشاره کرد. از سوی دیگر عکس‌های هوایی معمولاً قدرت تفکیک مکانی بهتری دارند.

## تفاوت عکس هوایی با نقشه از نظر تصویر
نقشه، یک تصویر قائم از سطح زمین است. این تصویر به یک نسبت معین (که اصطلاحاً مقیاس نقشه نامیده می‌شود) کوچک شده‌است. به عبارت بهتر، پرتوهایی که نقاط روی سطح زمین را بر روی سطح یک نقشه تصویر می‌کنند موازی یکدیگر بوده و در نتیجه تصویر حاصل به یک نسبت مشخص، کوچک می‌شود؛ ولی عکس هوایی یک تصویر مرکزی است و پرتوهایی که نقاط روی سطح زمین را بر روی فیلم دوربین تصویر می‌کنند همگی از یک نقطه به نام مرکز تصویر (مرکز پرسپکتیو) عبور می‌کنند. تصویر مرکزی اساساً ماهیتی سه‌بعدی دارد و به همین علت، اندازه‌گیری اختلاف ارتفاع بین عوارض گوناگون، با استفاده از یک‌سری تجهیزات ویژه، امکان‌پذیر است.
مقیاس یک نقشه در سرتاسر سطح یک نقشه، ثابت است درحالی‌که مقیاس یک عکس هوایی در سرتاسر سطح آن یکسان نیست. یکسان نبودن مقیاس در سطح یک عکس هوایی به‌علت یکسان نبودن ارتفاع نقاط گوناگون در سطح عکس رخ می‌دهد.
ارتفاع نقاط گوناگون بر روی سطح یک نقشه به روش‌های متنوعی نوشته می‌شود یا به نمایش درمی‌آید، درصورتی‌که اندازه‌گیری اختلاف ارتفاع نقاط بر روی عکس‌های هوایی، احتیاج به تخصص، مهارت و تجهیزات ویژه دارد.
از سوی دیگر، عوارض قراردادی مانند مرزهای سیاسی، تقسیمات کشوری، اسامی عوارض و … بر روی نقشه‌ها نوشته می‌شوند، درحالی‌که یک عکس هوایی فاقد این نوع از اطلاعات است.

## نگارخانه

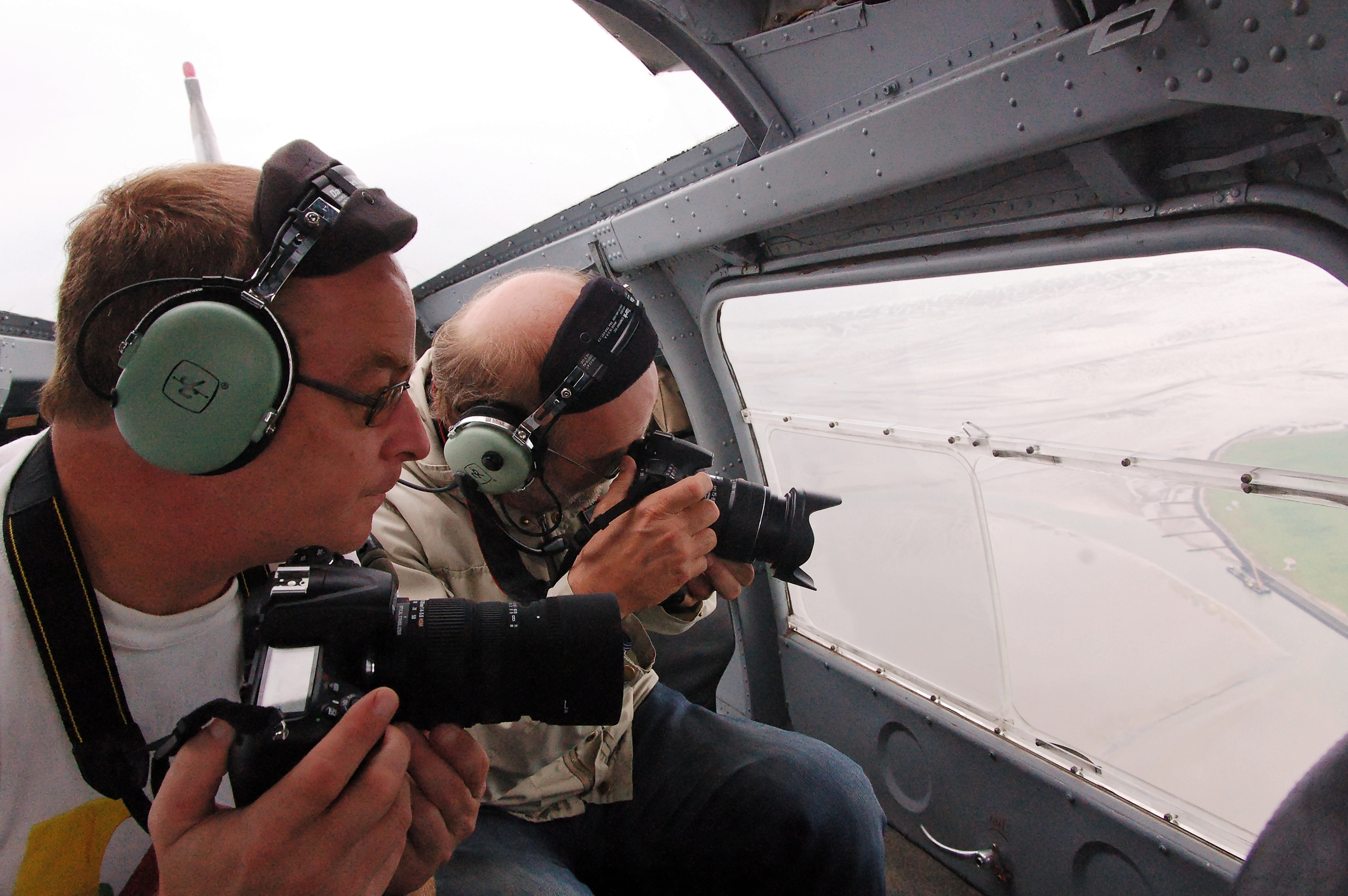
عکاسی هوایی از سواحل دریای شمال
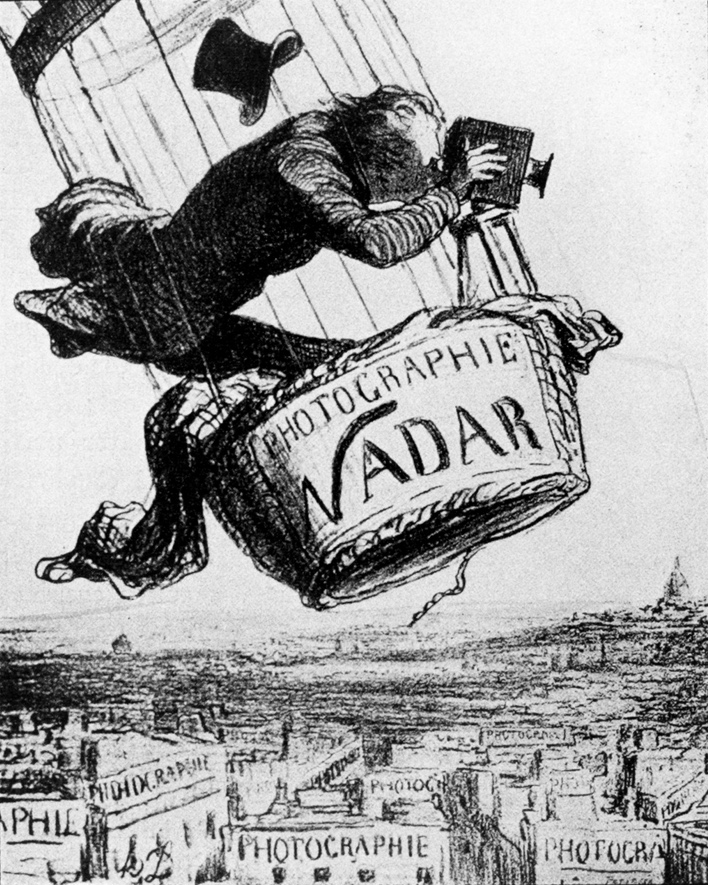
عکاس فرانسوی نادار از یک بالون هوای گرم
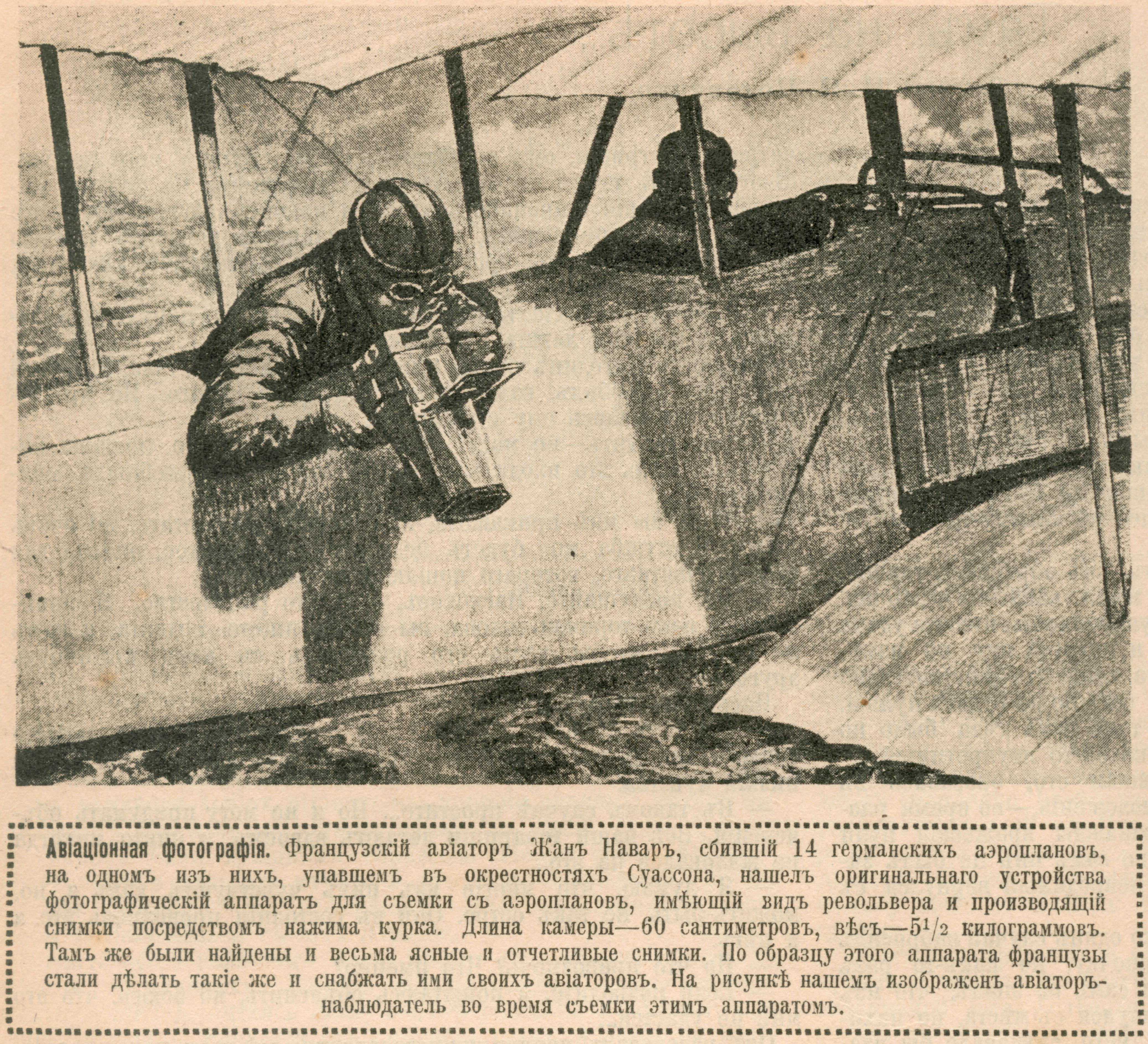
عکاسی هوایی از مواضع آلمان از هواپیمای فرانسوی، ۱۹۱۶
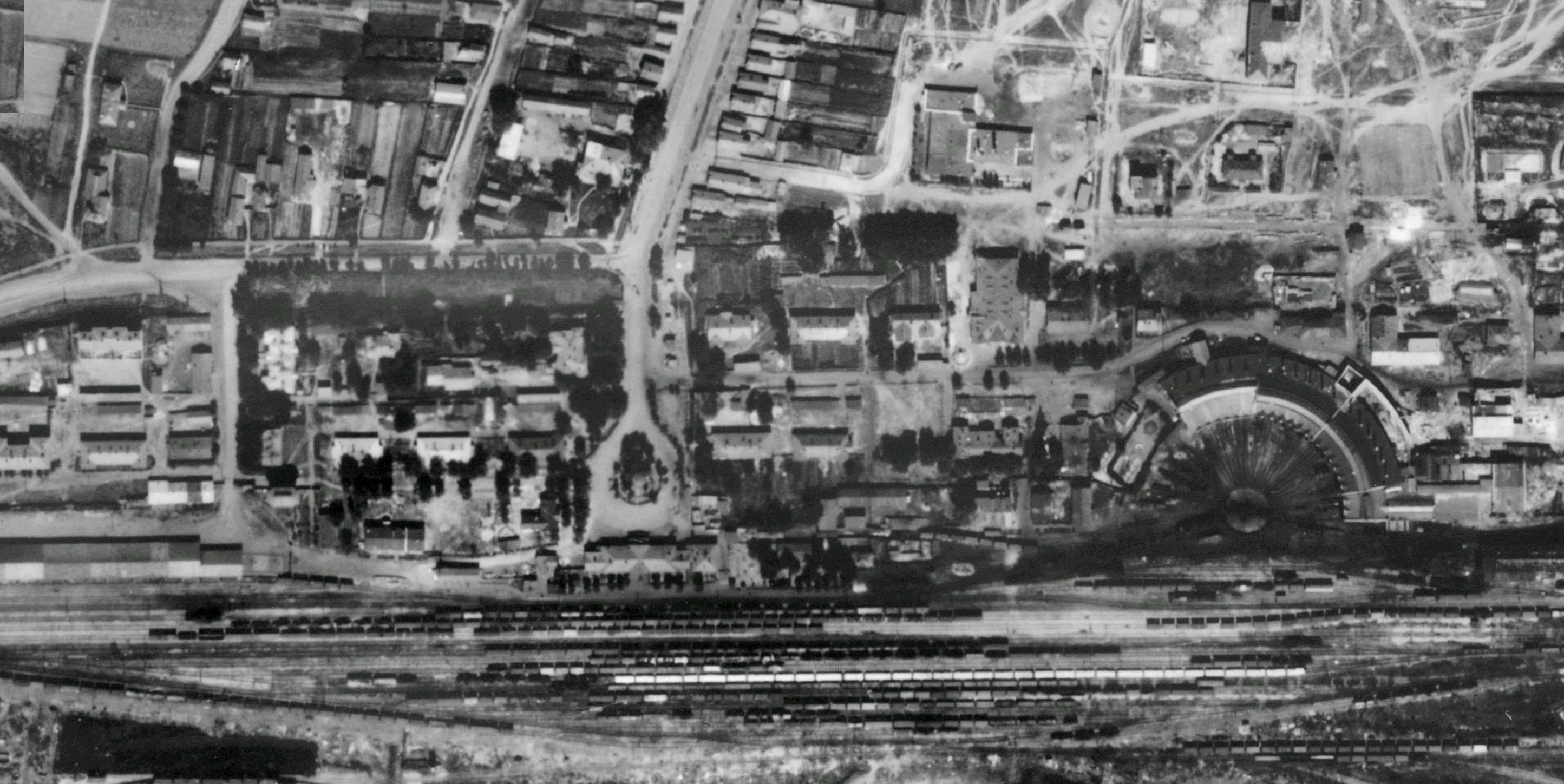
ایستگاه راه آهن رژف-II در عکس‌های هوایی گرفته شده توسط لوفت وافه در سال ۱۹۴۱
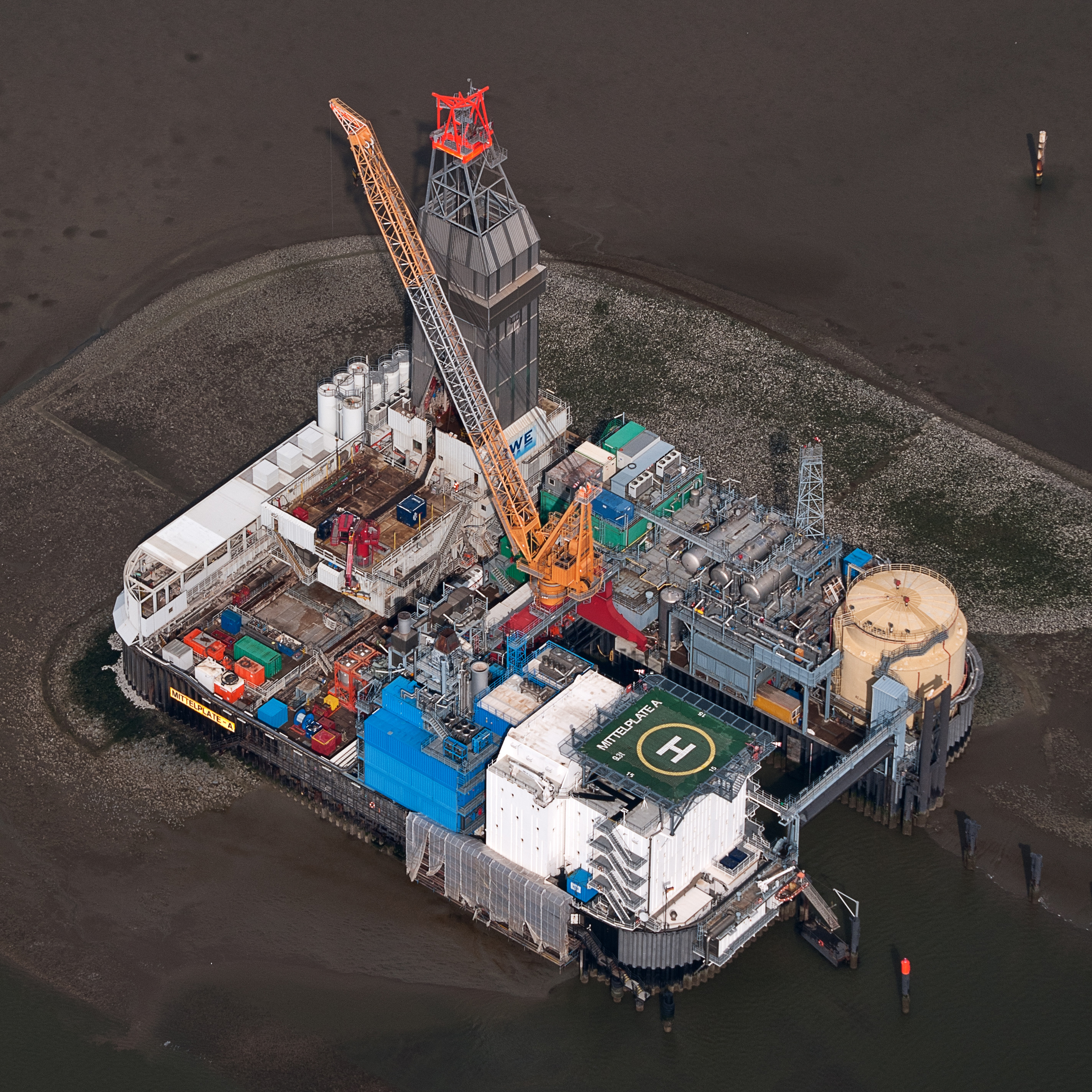
دکل حفاری دریایی، نمایی از یک هواپیما
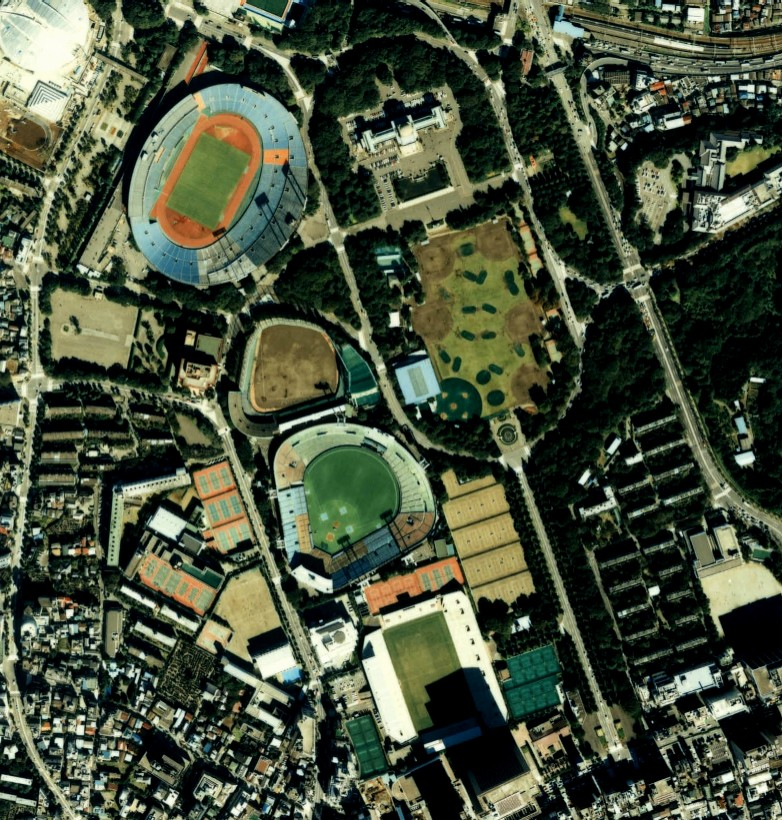
شیبویا، توکیو
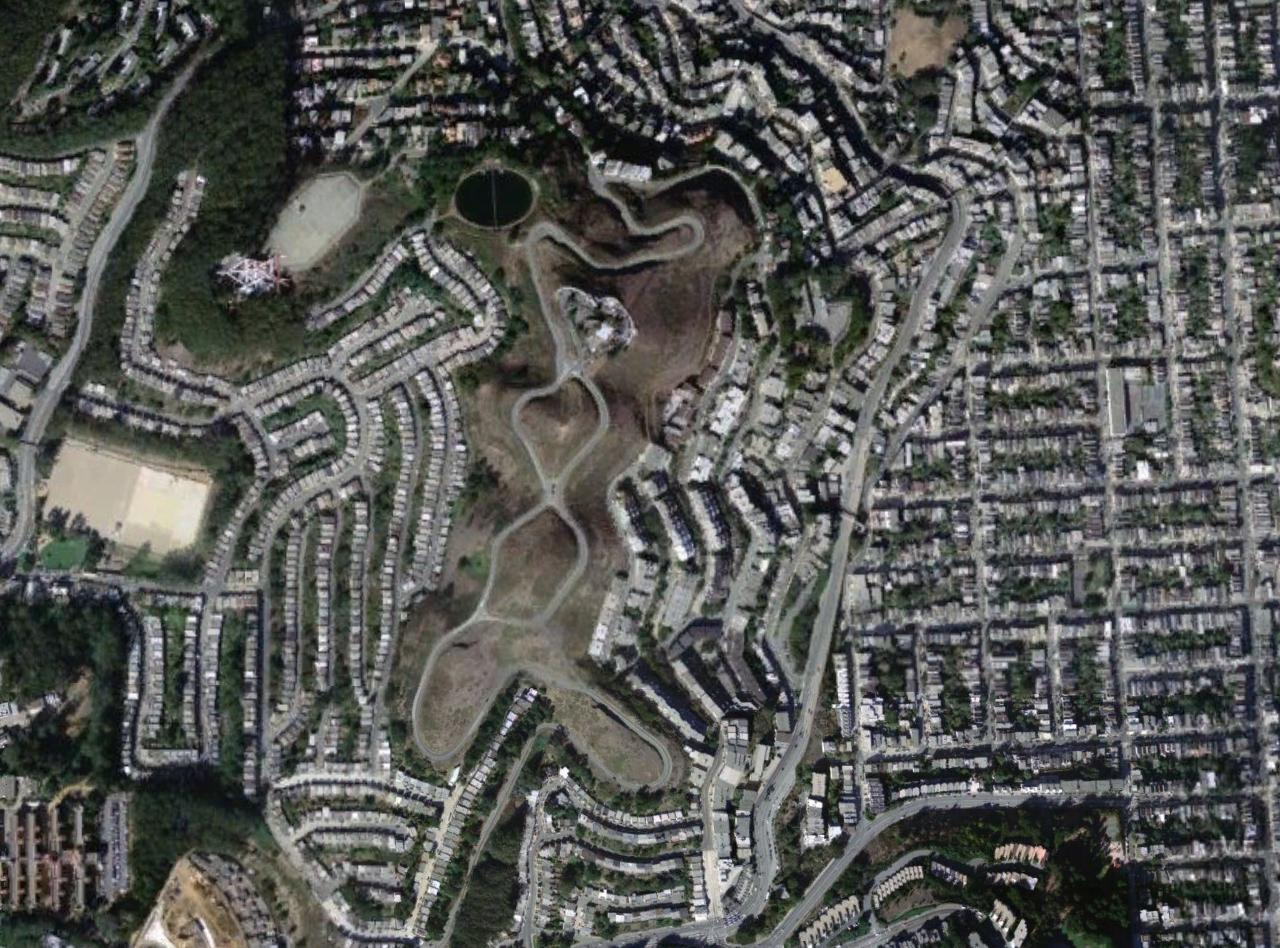
توئین پیکس، سانفرانسیسکو
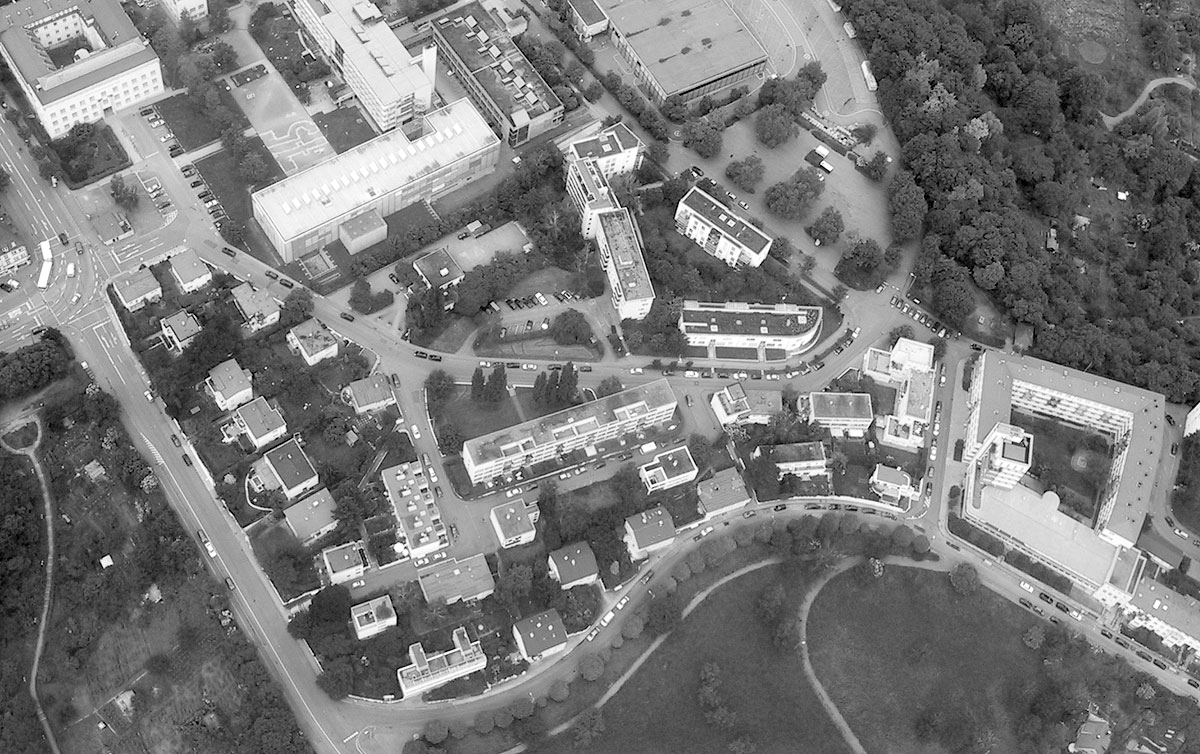
اشتوتگارت
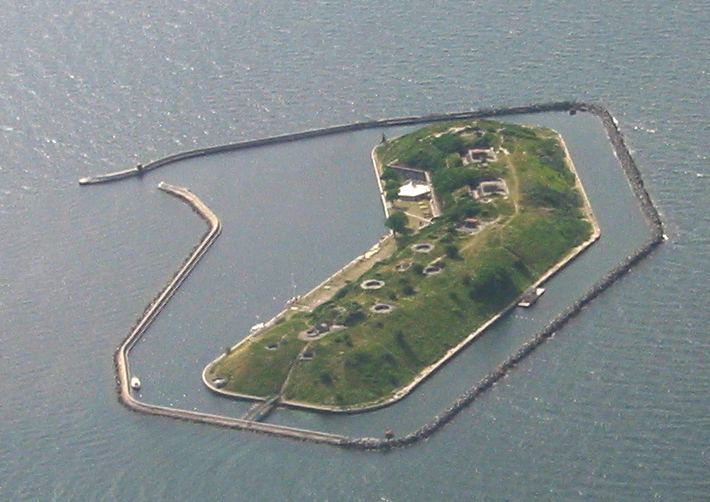
عکس هوایی از فلاکفورت
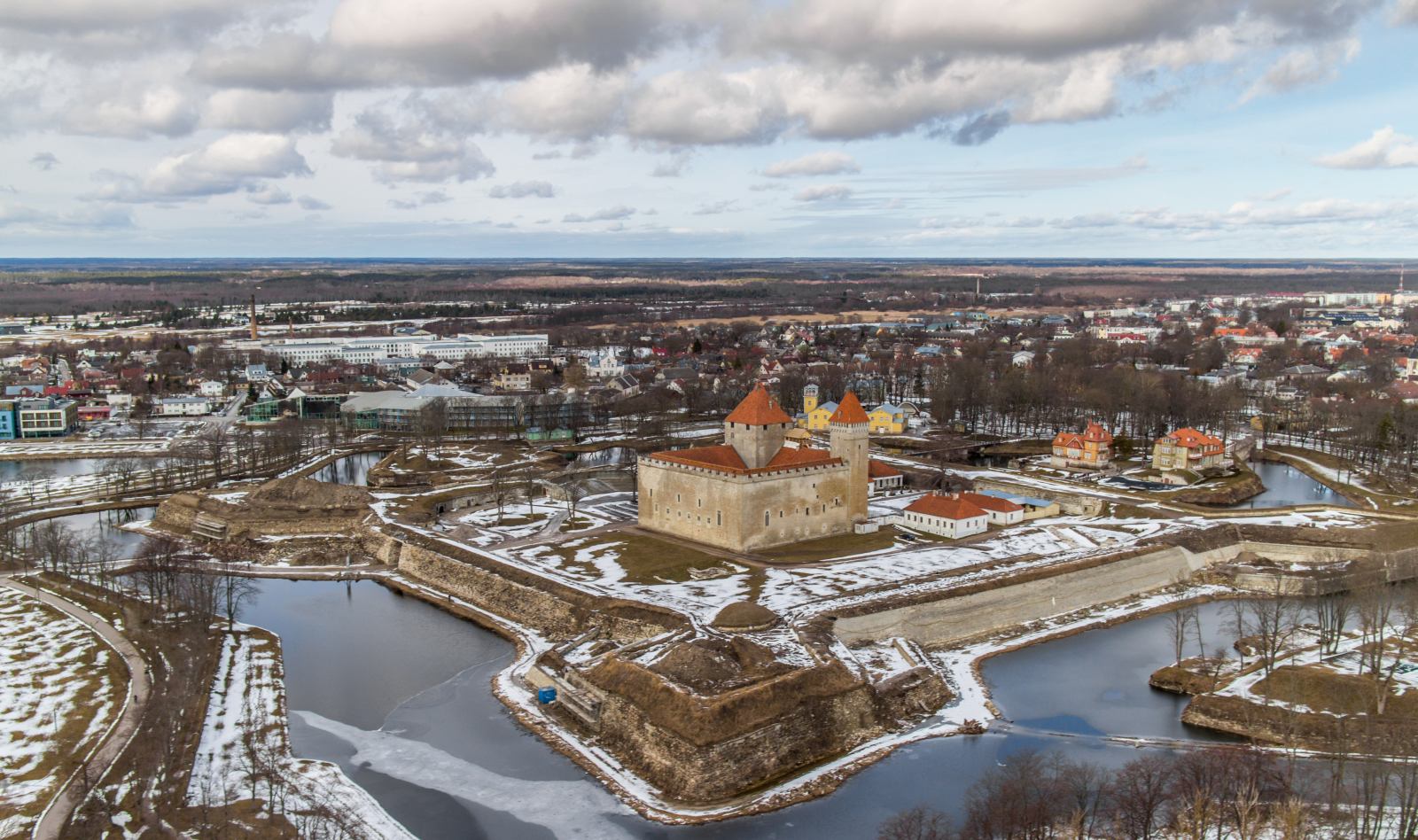
عکاسی هوایی در کورساره
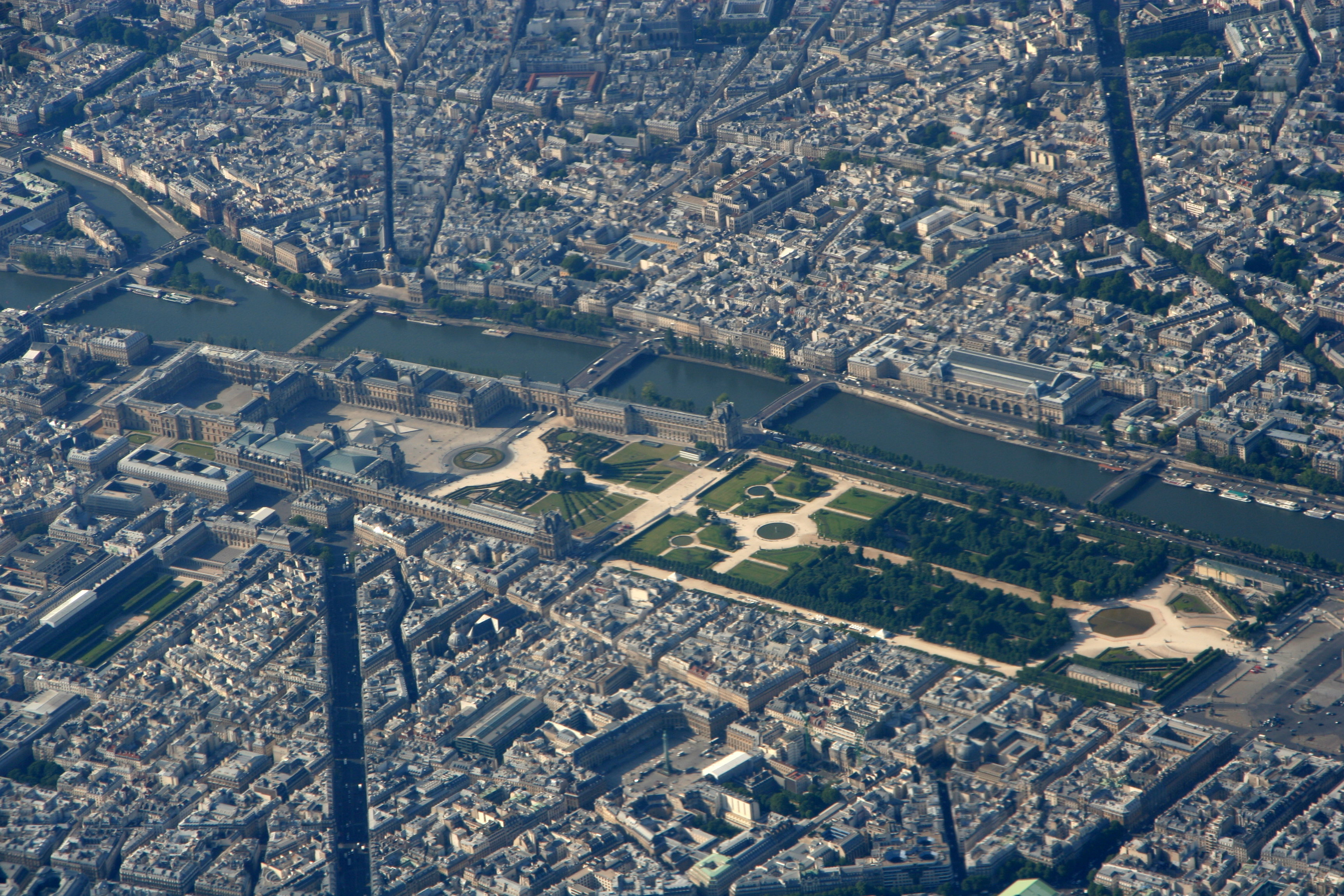
عکس‌برداری موزه لوور، در پاریس.
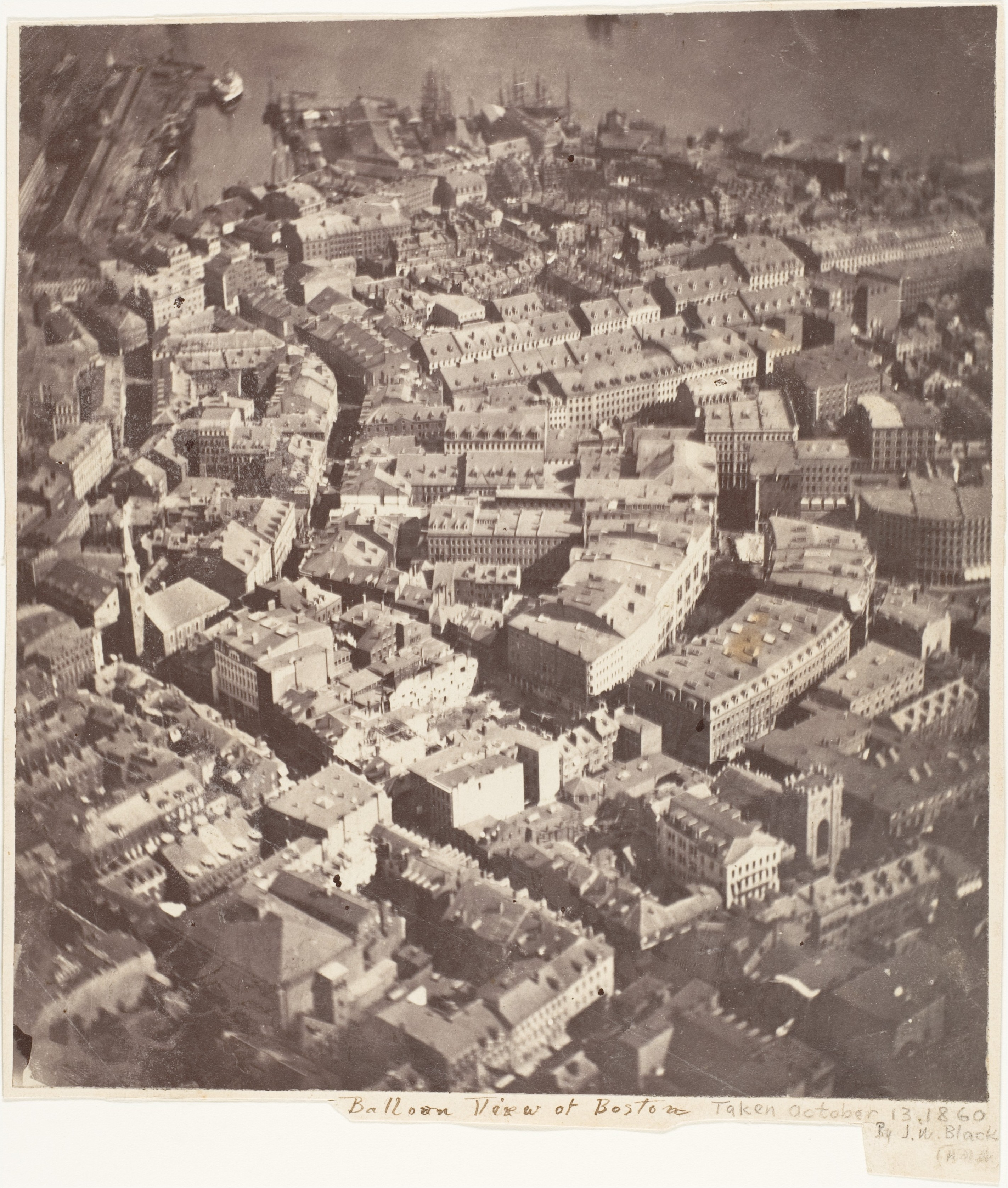
بوستون، توسط جیمز والاس بلک و ساموئل آرچر کینگ در سال ۱۸۶۰ گرفته شده است.
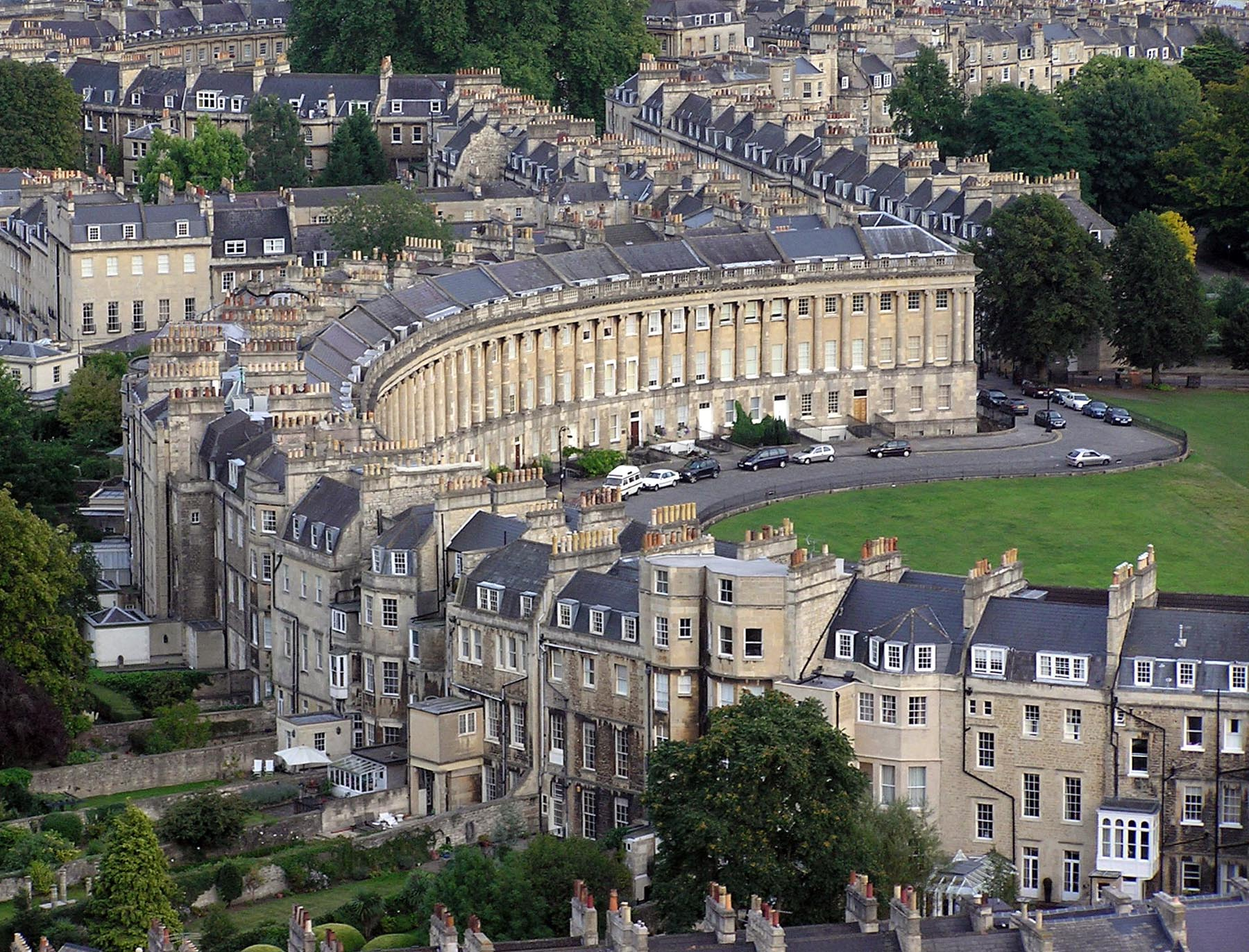
باث، سامرست
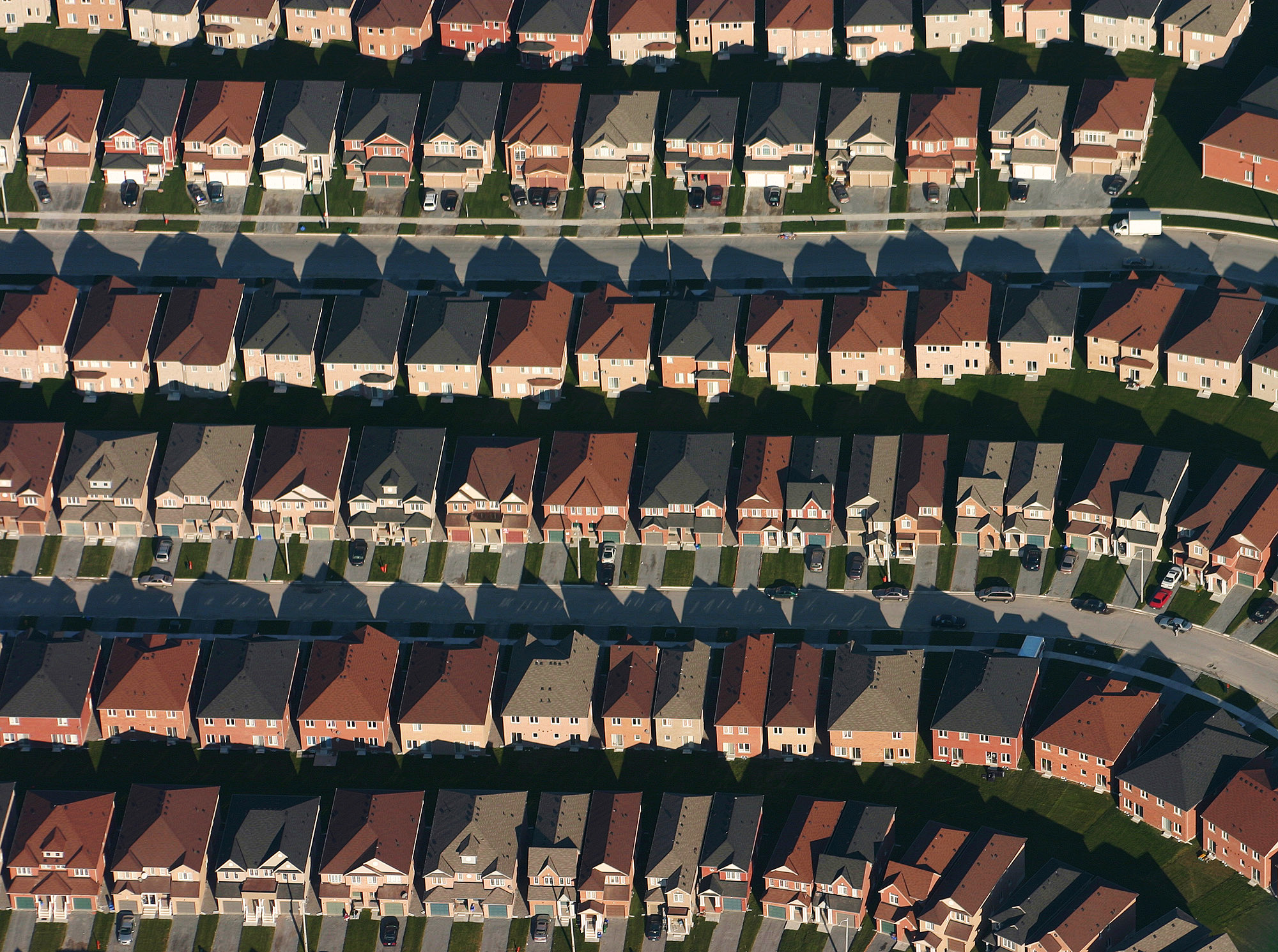
خانه‌های نزدیک به هم مارکهام، کانادا
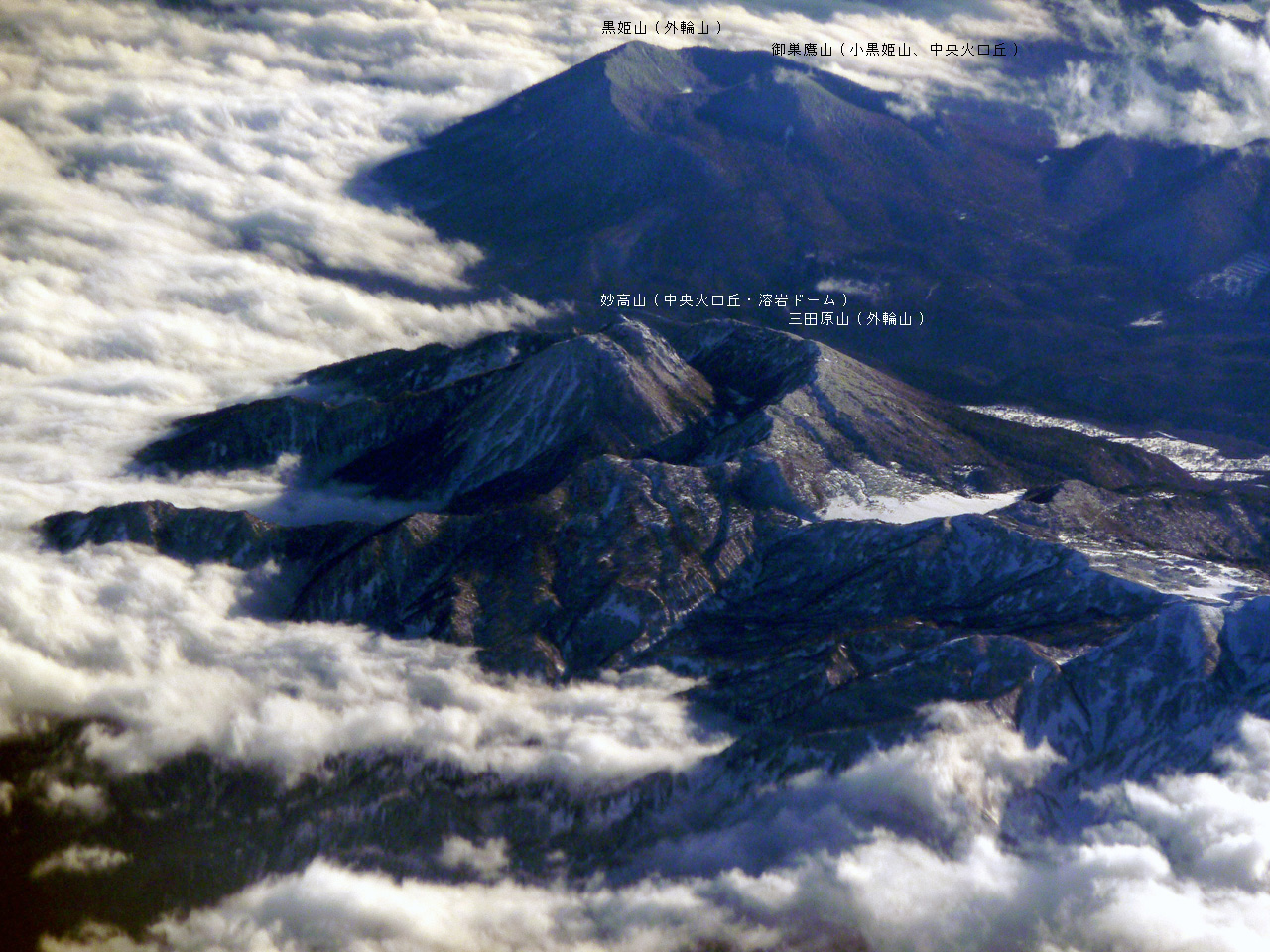
کوه میوکو، ژاپن
قطار خط ۲ ترانزیت ریلی چونگ کینگ که از ایستگاه لیزیبا خارج می‌شود
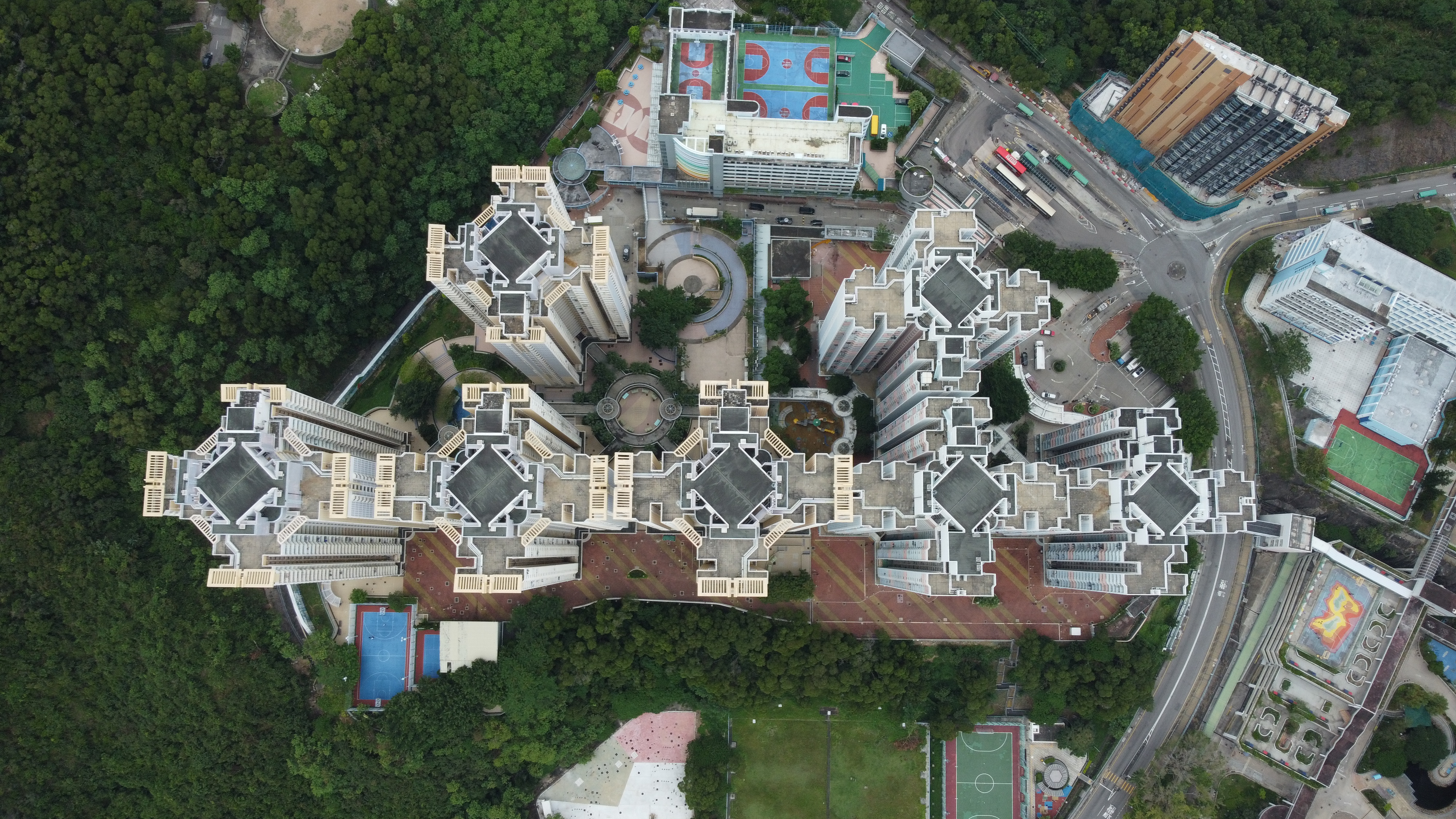
ساختمان‌ها در املاک چونگ وانگ، تسینگ یی، هنگ کنگ